# ホンダ・CBR1100XXスーパーブラックバード
CBR1100XX Super Blackbird(シービーアールせんひゃくダブルエックス スーパーブラックバード)は本田技研工業(以下ホンダ)が1996年から2008年(国内仕様は2001年から2003年までの間)にかけて製造を行っていた水冷4サイクルDOHC16バルブ直列4気筒排気量1,137ccガソリンエンジン搭載の主に欧州向け輸出用オートバイ(大型自動二輪車)である。公式ペットネームはSuper Blackbird(スーパーブラックバード)である。また車名のCBR1100XXのXXというアルファベットはホンダにとって究極を表すXモデル(CBXなど)のさらに究極のXX、究極の究極という意味である。なおBlackとbirdの間にはスペースが入らないのが正式な表記である。
オーナー間での愛称は「ブラバ」が大多数であり、一般的な呼び方ではないものの一部のオーナーからは「黒鳥(くろとり)」や「SBB(エスビービー)」「XX(ダブルエックス)」など呼ばれることもあり、キャブレターモデルだけを指す時は「キャブバード」と呼ばれる場合もある。また当時のホンダ関係者の中には「バツバツ」と呼んでいる方もいたそうである。

## 概要
ホンダが1996年にCBR1000F(SC31型)からのフルモデルチェンジした後継機種のオートバイとして発表。歴代CBRシリーズにおけるフラグシップモデルとして扱われ、登場から約30年が経過した2025年現在においても唯一CBRシリーズの中で排気量が1リッター(1,000cc)を超えているオートバイである。

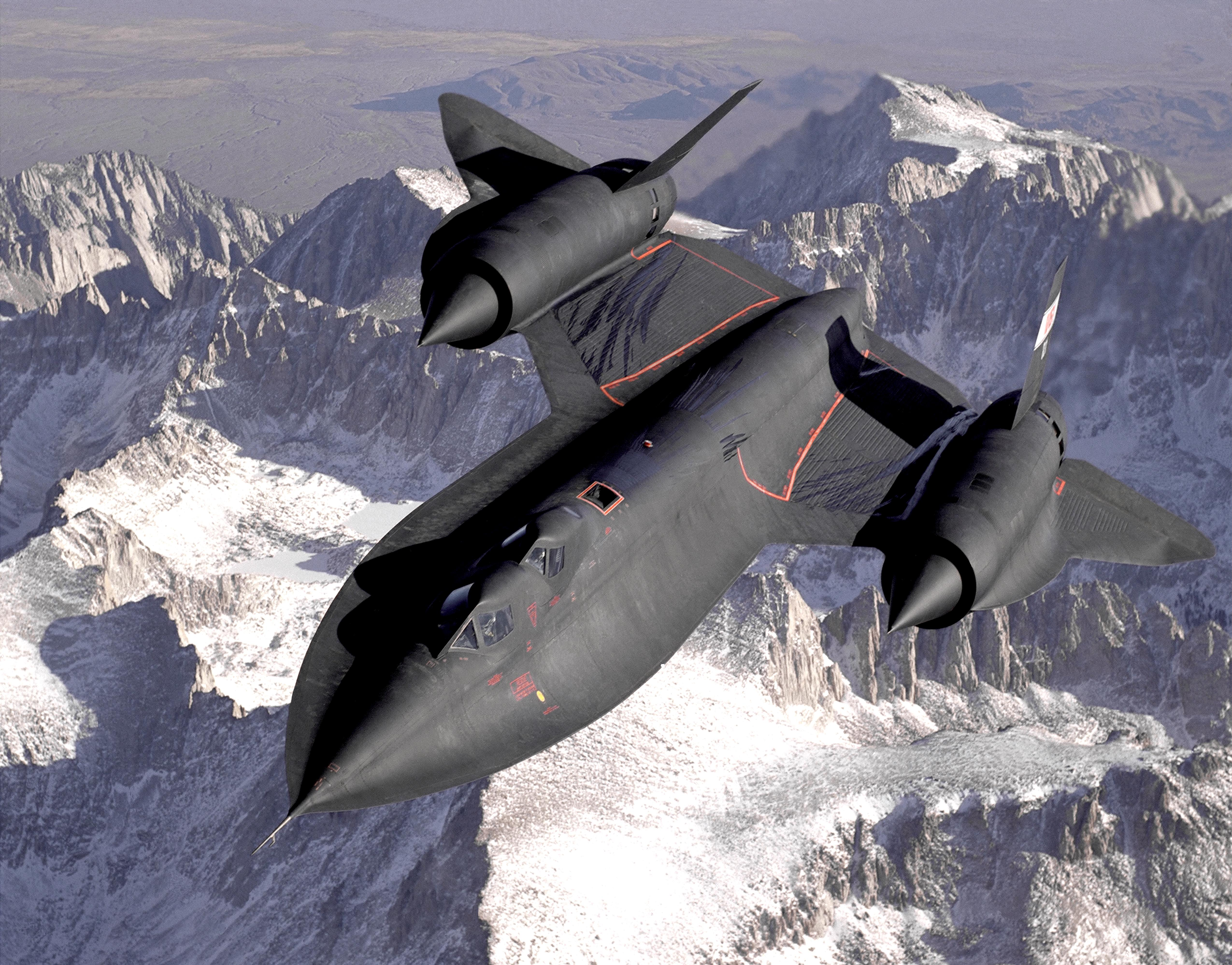
ペットネームの由来であるアメリカ空軍SR-71高高度超音速戦略偵察機(愛称:BlackBird)なお写真はNASA所有のSR-71

開発目標の中に「世界最速のオートバイ」という目標があったことから、有人実用ジェット機世界最速(3,529.5km/h)の航空機であるアメリカ空軍超音速高高度戦略偵察機ロッキードSR-71の愛称である「Black Bird(ブラックバード)」にちなみ、「Super Blackbird」というペットネームが付与された。そのため、プロモーションビデオではSR-71を模した飛行機のモックアップモデルが出演している(このことに関するエピソードは後述の＃エピソード記載)。
開発責任者(LPL＝Large Project Leader)には市販型NRやST1100 Pan European、GL1500 Gold Wing、VF・VFRシリーズ、CB1100Rなどのモデル開発に携わったり、開発指揮を執った山中 勲が就任した。
ホンダの技術者として先述のような数々の名車を生み出してきた山中がホンダを退職する前の最後に開発したオートバイであり、「これまでの技術者としてのすべてをつぎ込んだ集大成としてのモデルであり、最も楽しいバイク」と語っている。
1992年春に超軽量をテーマに挙げたCBR900RR(SC28)が登場し1年半がたった93年11月にホンダから次期モデル開発指示書が発行されそれには『CBR1000Fをフルモデルチェンジしリッタースポーツバイクのシェアを確保すること』と記載されており山中をはじめとした開発陣は検討の末、当時のホンダの持てる技術力で量産可能なバイクとして以下の3項目を導き出した。
1.『リニューアル:CBR1000F』＝CBR1000Fをボアアップしてパワフルにするプラン
2.『最軽量リッタースポーツバイク』＝CBR900RR開発時の技術を生かしてもっと軽量なマシンにするプラン
3.『普及型楕円ピストンエンジン搭載CBR1000F』＝市販型NRで採用の長円ピストンエンジンのローコスト型エンジンを採用するプラン
これら3点の長所・短所を徹底的に検討していった結果、レーサーモデルや市販型NRで採用及び研究が行われていた楕円ピストンエンジン(長円ピストンエンジン)のさらなるローコスト型の研究が進んでいたものの市販型NRがかなり高額のオートバイ(国内モデル当時販売価格520万円)となったこともあってかローコスト型といっても高額になることが予測されたため、製造コスト面・販売価格の観点から採用を断念。それに伴って本車では一般的な真円ピストンエンジンの採用となった。また山中が開発当初から携わり続けたV4エンジンの採用についてはCBR1000Fの後継車種ということもあり採用はあり得なかったとのこと。
しかしいずれのプランもいずれのプランもホンダの次世代フラッグシップモデルとしてはインパクトが弱かったため、計画は一度白紙に戻されCBR1000Fというベースマシンのことを考えずに“新しいスポーツバイクを造る”というテーマを元に日夜議論が繰り返され、「大型バイクなんだから、乗っているという事を楽しめるバイクにしよう」ということになった。これが後述する開発サブタイトル「Most pleasurable bike(最大限の楽しみが得られるバイク)」になっている。ここで開発陣の議論では「もっとパワフルなエンジンにして、ハンドリングも新しい領域を狙ったものにしよう」ということになった。
この議論の中で「最も楽しめるバイクにしたい」ということで、3つのテーマが決まったのが1994年春のことであった。ここで決まった3つのテーマは
1.「絶対的な動力性能」「絶対的な動力性能」とは、いかなる速度域でも、いかなるエンジン回転域でも、豪快で十分なパワーを発揮できること
2.「機動力の高いシャープなハンドリング」「機動力の高いシャープなハンドリング」とは、大排気量車でありながらも軽快なハンドリング特性と高い操縦安定性を実現すること
3.「優れた居住性」「優れた居住性」とは、CBR1100XXの世界最高性能をいかなる時でも快適に楽しめること
という3項目であった。これら3つの目標を達成することで「世界最高性能のスーパースポーツ」＝後述のThe Greatest Super Sports(最も偉大なスーパースポーツ)』と言う総合的な目標を達成しようとした。
そしてさらに各設計パートレベルでの開発目標をわかりやすくするために具体的に10の開発目標が定められた(Future Bike 10 items＝略称:Future10(フューチャーテン)にあたる)。
具体的な開発にあたっては、世界最高性能のスーパースポーツモーターサイクルにふさわしいマシンとして「The Greatest Super Sports(最も偉大なスーパースポーツ)」というキャッチフレーズを設定し、サブタイトルとして「Most pleasurable bike(最大限の楽しみが得られるバイク)」と名付けさらに以下記載の10項目「Future Bike 10 items」＝略称:Future10(フューチャーテン)をLPLの山中勲は開発目標として設定し、開発を開始した(ちなみにホンダのプレスリリースではまた異なる書かれ方だが山中が最初に指示したフューチャー10の内容は以下の通りである)。また山中はこのフューチャー10としての設定項目のうちどれか1つでも達成できない項目が1つでもあれば、開発日程を延長してでも達成させた後に販売を実施するつもりであった。
1.見てわかる性能の高さバイクを見た瞬間に高性能なバイクであることを予感させて従来とは違う「オーラを発揮するような」外観フォルムにデザインされていること。これによって眺めているだけで満足感が湧いてくるような、あきることのない深い味を持ったバイクを感じさせること。
2.誇りを持てる造り込みバイクには多くの電線(ワイヤー)やゴムチューブでできた燃料管やケーブルが使われている。通常これらはカウリングの中の見えないところに処理されているが、カウリングを外した時にこれら内部についても丁寧に心配りされ、ワイヤーやチューブは綺麗に整列された仕上がりが施されていること。また数多く使われているボルト類も熟慮して使用すること。そのほか外観からは見えないところまで配慮が行き届いた仕上がりになっていて、掃除をしたり、磨くほどに自分のバイクに愛着が湧いてくる造りがしてあること。
3.感動を生む加速性能走り出すと鋭い以上に感動を覚える加速性能を示し、「これだけスゴイ加速性能を持っているのだから世界最速に違いない」と予感させて走りの満足感が満たされるバイクであること。「鋭い加速」を示すバイクは表現こそ違えどこれまでにも存在しているためそれを覆す性能の高さがあり、これは予測できる範囲の上限に“鋭い”があり、予測の範囲を超えた性能を発揮することが感動に結び付くはずである。
4.俊敏なハンドリング性能であることミドルクラスのバイクに匹敵するように操作しやすくて軽快で俊敏なハンドリングであり、不安感無く自分のイメージしたラインをトレースできること。これまでの大型バイクの超えられない壁であった重さ感を覆すこと。
5.安定性の高い高速走行高速走行していても周囲の景色を楽しむ余裕が持てる安定性を備えていること。従来の大型バイクにおいては他のバイクより最高速度は速いのだが、必死にハンドルにしがみついているような状態のものも見受けられた。これではただ物理的に高速が出ているに過ぎない。わかりやすいフレーズとして「時速300キロで走行しても景色を楽しめること」と設定した。
6.信頼の制動性能信頼性の高い制動能力があり、その操作はコントロールしやすいこと。その結果、安心して高速走行できる信頼感が与えられることができる。またブレーキはスポーツ走行するときも車体をコントロールするために使用するが、その状態でも安心してコントロールできなければならない。危機に面した時に高速走行状態から安心して短い距離で確実に止まることができなければならない。もしこれができないならば従来以上に危険性の高いバイクになってしまう。
7.上質な振動性能これまでの大型バイクにおいて避けられない欠点の一つに、高回転になればなるほど不快な振動が増加する、と常識的に捉えられてる事象がある。これに対して、この欠点の常識を覆して低回転域から高回転域までの全回転域においてハンドルやステップに伝わる振動は不快感がなくて上質であること。
8.二人乗りが楽しめる居住性能二人乗りの快適性レベルが従来よりも飛躍的に高く、パッセンジャーも一緒に高性能を楽しめること。これは二人乗りをした時にも快適に走行できるシートの座り心地が良く、走行風などによる不快な風圧から守られていなければならない。
9.夜間も安心して高性能を楽しめること夜間走行においても安心して高性能を楽しめる充分に明るいヘッドライトを持ちハンドルスイッチ類の操作は容易であること。スピードメーターやタコメーター類の視認も容易なこと。そして走行中に前方を見やすいこと。また他の車両から見られやすくて事故の可能性が最大限回避されていること。
10.世界最速量産車史上であらゆるバイクを凌ぎ世界最速であること。
以上フューチャー10の項目については山中勲著「ホンダ・フラッグシップバイク開発物語」より原文ママ。
これらフューチャー10の項目は「すべての領域で世界ナンバーワンを取る」という目標の元、設定され設計図が引かれ始めたのは94年5月頃である。
長い開発期間を経て、これらすべてのフューチャー10の項目をクリアしたCBR1100XXは、量産市販車として世界最高レベルのモーターサイクルとしてのパフォーマンス性と、軽快かつ正確なハンドリング性を持ち、リッタークラスのスーパースポーツとして当時比類なき快適性を実現するとともに、世界最高のトップスピードと加速性能を実現し、ホンダが目指した世界最高性能のスーパースポーツモーターサイクルとして具現化された。
2軸2次バランサー(デュアルシャフトバランサー)を採用した新設計排気量1137cc直列4気筒エンジンは、市販オートバイとして当時世界最高出力の164PSを達成。開発当時のライバルであったカワサキのZZR1100(Ninja ZX-11)よりも最高速性能に優れたが、完全工場出荷状態での最高速度は実測で300km/hにわずかに満たなかった。
下記の項目にも被る内容ではあるがLPLを務めた山中が本モデルの明確なライバル車としていたのはカワサキ・ZZR1100であり、ZZR1100の持つネガな箇所を徹底的につぶしていき開発を行ったという。また山中は後年に出たスズキ・GSX1300Rハヤブサ等についてライバル車として意識したかについて「特に対抗意識は持たなかった。自分の開発したバイクこそ最高のバイクだと確信していた。」とのこと。
また雑誌RIDERS CLUB 1996年10月号における本モデル特集記事が組まれた際のインタビューでは「技術は進化していくものであるから、ある程度までは速くなるであろうし、いつかはブラックバードより速いバイクが現れるかもしれない。でもそれがただ速いだけのバイクであれば気にもならない。」とインタビューで答えている。

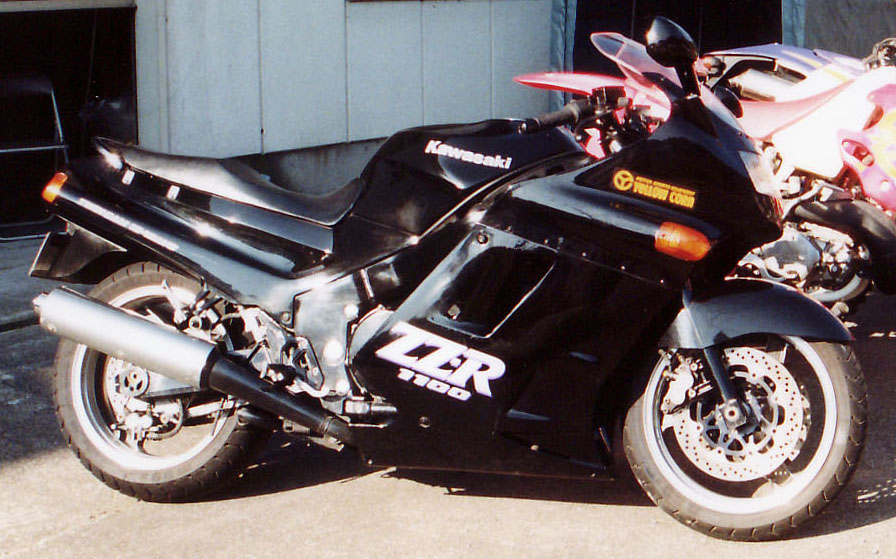
先に登場していたカワサキZZR1100(Ninja ZX-11)

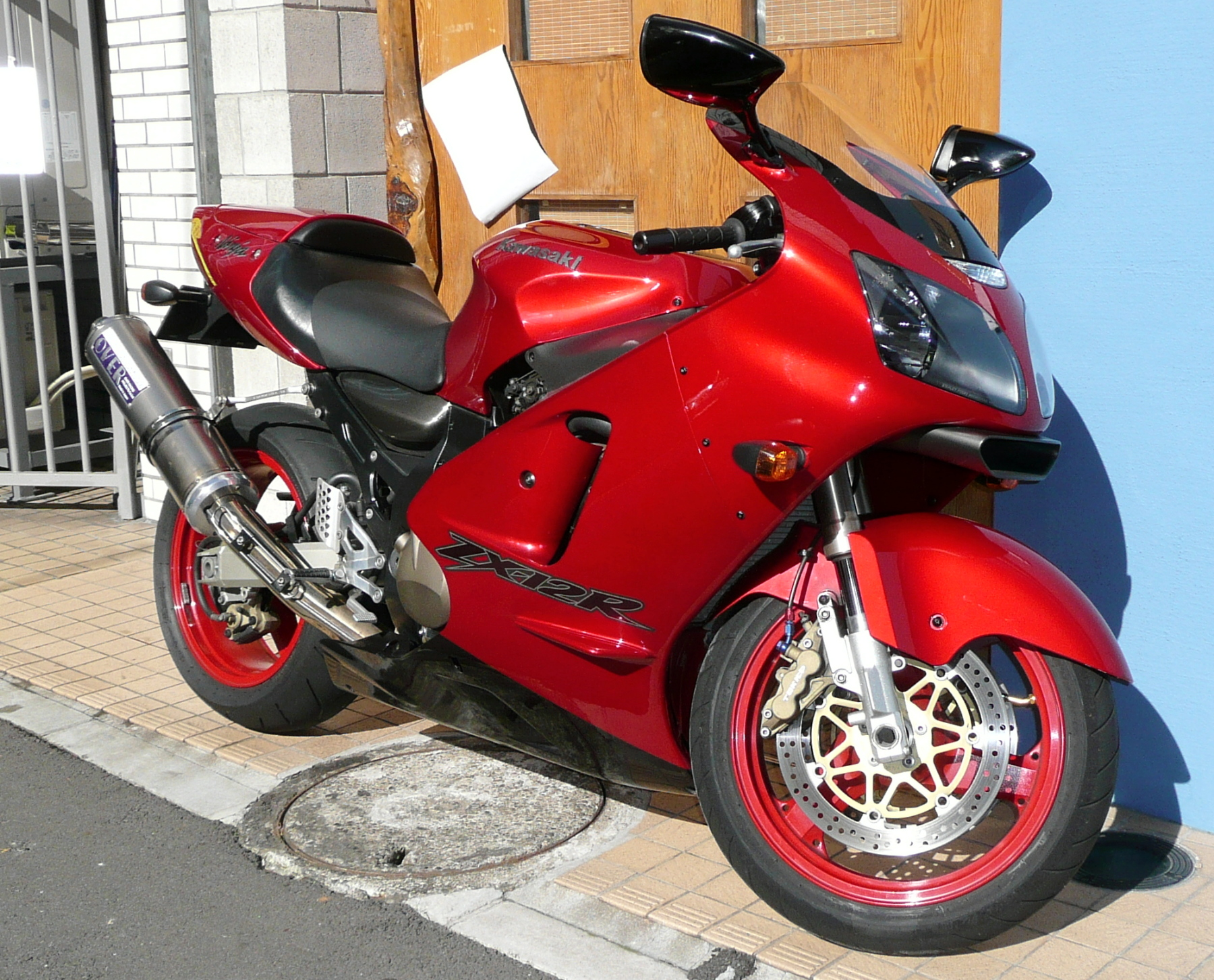
カワサキが本気で市販2輪車世界最速の座奪還を目指して開発したカワサキ・Ninja ZX-12R

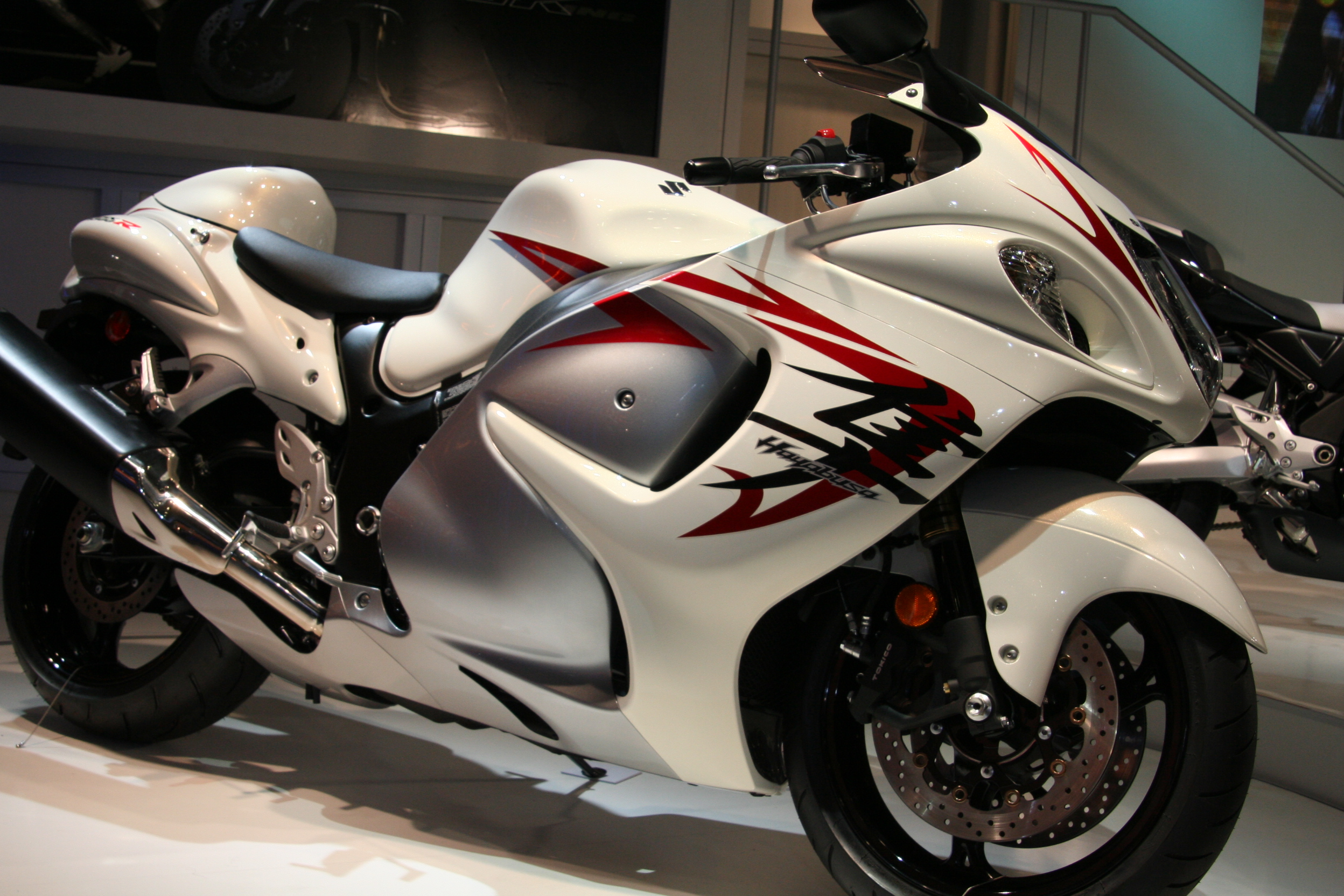
よくライバルとして比較されがちであるが比較するのは間違っているGSX-1300Rハヤブサ

発売以降、世界最速の量産市販車の名をほしいままにしていたが、1999年にスズキからGSX1300Rハヤブサが登場し、続いて2000年にはカワサキからNinja ZX-12Rの登場によって世界最速の座を惜しくも譲ることとなったが、それはCBR1100XX以降発売の各メーカーのインジェクションモデルに限った話であって、 1996年から1998年にかけて製造されたキャブレタータイプの本モデルに関しては、世界最速の量産市販されたオートバイの称号は今だ持ち続けているのである。
2001年にオートバイの最高速度の上限を300km/hとする自主規制が欧州で始まったこともあり、2008年の生産終了まで大々的なモデルチェンジも行うことなく、マイナーチェンジを続けた事によりハイスピードツアラー(通称:メガスポーツ)としての性格を強めていった。
よく「GSX-1300Rハヤブサ、ニンジャZX-14R・ZZR1400に負けたバイク」といわれているが、これは大きな間違いである。そもそもカテゴリが同じメガスポーツであっても排気量・製造年代が違うオートバイ同士をライバルとして比較するのは根本的に間違っている(例えていうのであればホンダ・CBR900RRとBMW・M1000RRを直接のライバル車として比較するようなものである)。
そのため本車のライバルと胸を張っていうことができるのは、カワサキ・ZZR1100(Ninja ZX-11)・Ninja ZX-12R、スズキ・GSX-R1100、トライアンフ・デイトナ1200のみである。
また「キャブレター車はBlackBird、キャブレターより優れているインジェクション車がSuper BlackBirdである。」という間違った知識を吹聴する者がいるが、CBR1100XXのペットネームは最初からSuper BlackBirdであり、ペットネームに関してキャブレター車もFi車も違いはない。ただし国内正規販売された3型の本モデルはペットネームが付与されていないので何もつかないCBR1100XXである。しかし外装上の見た目は変わらない。貼り付けされているステッカーも輸出仕様と何ら変わりはない(輸出仕様は北米モデルを除きそれまで通りペットネームのSuper Blackbirdが付与される)。
また、燃料供給装置がキャブレターからインジェクションに変更となったモデル(1999年モデル以降)でホンダのオートバイ用可変バルブタイミング機構であるHYPER VTECを応用したホンダの次世代オートバイ燃費向上技術である気筒休止システム、VCM(Variable Cylinder Management）はホンダ内の呼称で可変シリンダーシステム)の開発車両として使われており、雑誌媒体などではインプレッションも公開された。
後述するがLPLを務めた山中曰く自身の手で後継モデルは開発したかったそうであるが「自分の理想のバイクのさらに上を行くバイクの開発はかなりの手探りになったと思う」とのことである。

## モデル一覧

### 1型(初代)
初代1996年発表、1997年発売。

#### デザイン
エアロダイナミクスを細部に至るまで徹底的に追求し、各所に空力特性に優れたNACAダクトを採用したフルカウルボディに“ピック・ア・バック”スタイルと呼ばれる上下2段の新ヘッドライトを採用。なお上段がロービームで下段がハイビームであり、さらにその下にポジション球がある。この“ピック・ア・バック”スタイルは、ロービームユニットがハイビームユニットの直上やや後ろにレイアウトされているのが特徴で、この構造によってCBR1100XX独特のフロントセクションと完全に一体化された形状が可能になったと共に、照射面積・照度において当時世界最高のスペックを発揮した。また本車の基本デザインはRVF/RC45・CB400スーパーフォア・X4・CB1000スーパーフォア・CB1300スーパーフォア(SC54)等のデザインを手がけた岸 敏秋によるものである。
本モデルの小型かつ砲弾をイメージしたカウリング形状を可能としたのが“ピック・ア・バック”スタイルデザインの革新的なヘッドライトシステムの採用である。このヘッドライトシステムは、上下独立型のロー/ハイビームユニットに単一フィラメントである55WのH7バルブを採用。ハイビームユニットのフロントベースは、ポジション球を一体化させたヘッドライトユニット構造となっている。従来モデルでは一般的にヘッドライトは照射面積調整用にレンズ面にカットを施していたため、従来のヘッドライトではカットの施された分厚いレンズによって、照度が大きく低下していたが、新タイプのヘッドライトでは、コンピュータでデザインされたパターンによって、より効果的にバルブの光を前方に照射するフリーフォーム多重曲面リフレクターを採用した。これにより照射レンジが従来より広くかつ長くなるのと同時に、バルブの光をさらに高効率で利用できるため、出力が同じ55Wバルブ採用のヘッドライトの場合において、従来のシングルまたはダブルヘッドライトの約2倍の照度を実現。さらにロービームリフレクター基面の小さなリブによって光の上方拡散を防止し、霧中などでライダーが感じるグレアを最小限とするようになっている。
本モデルでは、世界最高性能となるトップスピードを追求しつつ最高速度域でライダーを走行風から保護し高次元でバランスが取れた快適性を実現することを目的として、先進のエアロダイナミクスを追求するとともに、徹底したカウリングの空力研究を行った。一般的に、オートバイのフロントカウルは、いくら小さく見えようとも、高速走行中は壁のごとく空気を受け止めてしまいトップスピードを低下させる要因となっていたため空気抵抗を最小限に抑えるために、ノーズセクションは、縦横断面ともにテーパー形状とし、ミサイルの弾頭部分を彷彿とさせる形状とした。これにより最小のフロントセクションが誕生し、弾頭形状のノーズは空気を切り裂き、ノーズと一体化した“ピック・ア・バック”スタイルのデュアルヘッドライトの形状とあいまって、驚異的な低空気抵抗を実現した。またエアロダイナミクスの一環としてサイドパネルやアッパーカウルのエアダクトに空力的に優れているNACAダクト形状を採用した。
オートバイにおける究極のエアロダイナミクスを求め、極限までシェイプアップし250ccスーパースポーツ(CBR250RR MC22など)よりも小型化されたノーズ部は、フロントカウル部のラジエターやエアインテークも内側に向かってテーパー形状とするなど、細部にわたりさらなる空力特性を追求。このデザイン(通称:ウルトラ・ナロー・フロントセクション)により、フロントホイール周辺に導入される空気の無駄な流れが解消され、ラジエーターに必要十分な空気の導入を行えている。
またエアロデザインの一環としてミラー一体型フロントウィンカーを採用。フロントウィンカーのレイアウトおよびデザインは、NR(市販型)とまったく同じ形状のバックミラー一体型ウィンカーを採用。細かな箇所にも空気抵抗の低減と最高速の向上に寄与するだけでなく、高く幅広い位置にフロントウィンカーが配置されることになり、被視認性の向上に重要な貢献をしている。

#### インストルメントパネル

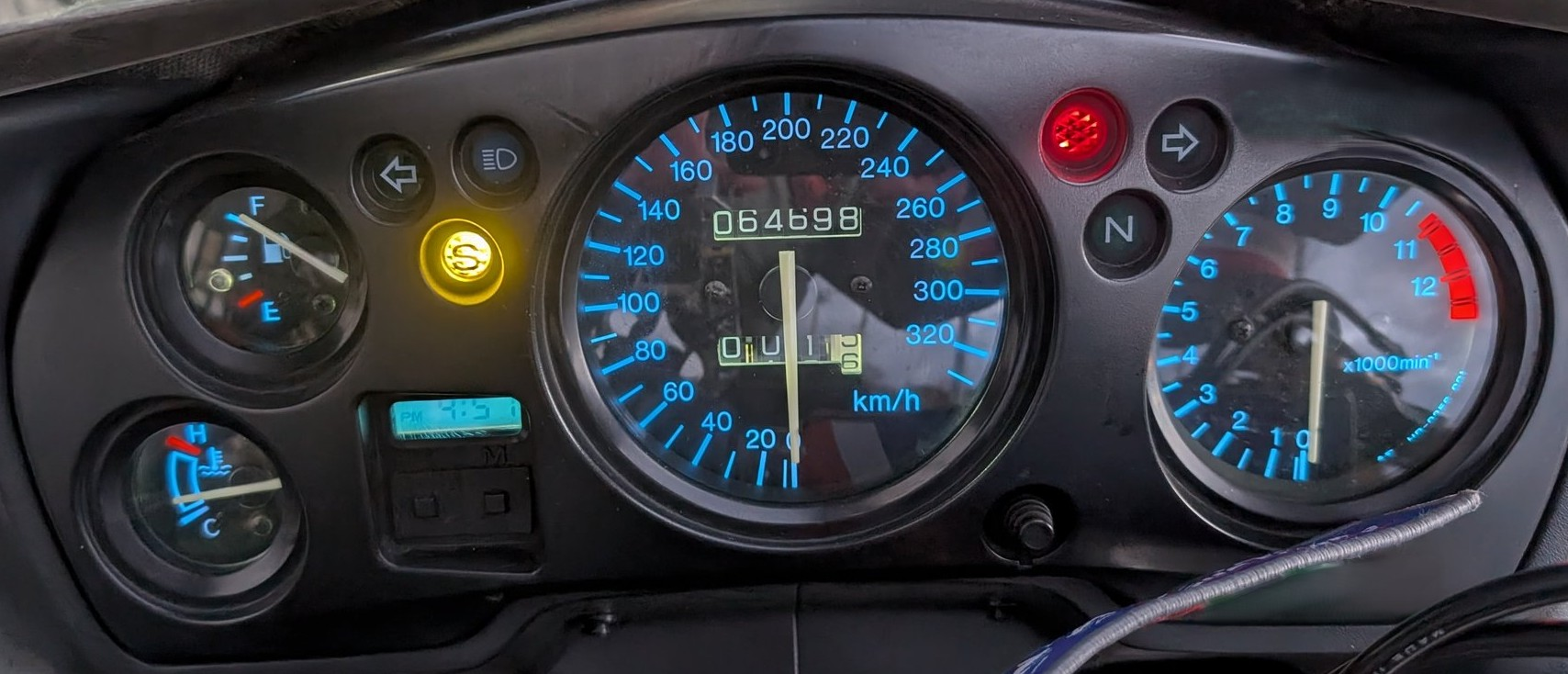
キャブレターモデルインストルメントパネル(見えにくいので確認しにくいが赤色に点灯しているのはエンジンチェックランプである)

インストルメントパネルには軽量コンパクトな一体型電子制御式アナログメーターパネルを採用。俊敏なエンジンレスポンスにも正確にエンジン回転数を表示できる電子センサー式アナログタコメーターおよびメインシャフトに接続された電子センサーによって、330km/hまで表示可能な電子センサー式アナログスピードメーターを配置している。さらにLEDによる残量警告灯付燃料計とLCD表記クロックを一体型パネル内に採用した。また新しい欧州安全基準に沿って、すべてのインジケーターランプの表示を欧州統一規格のイラスト表示としている。

#### 足回り
デュアル・コンバインド・ブレーキシステム(Dual Combined Brake System:D-CBS)と呼ばれる前後連動ブレーキを標準装備。このシステムは、1996年モデルのST1100 Pan Europeanにオプション搭載されたT.R.-C.ABS(Torque Reaction Combined Anti lock Brake System:前後輪連動アンチロック・ブレーキ・システム)のABSシステムを除いた前後輪連動ブレーキの主要コンポーネントと同様のもので、世界最高性能のスーパースポーツモデルの性能に見合った味付けを行っている。
そもそものD-CBSの開発経緯として大型バイク、特にスポーツツーリングモデルには、“長距離を快適かつ速く移動する”ために、ブレーキシステムに対しては、“簡単な操作で従来より短い距離で停止できる”機能がユーザーから求められていたことに着目し開発が行われた。その結果1992年にホンダは、直進制動時のブレーキのかけすぎによる車輪ロックの防止がライダーの精神的負担を軽減することに着目し、ホンダ独自の二輪車専用のABSを開発し、1992年型ST1100に搭載した(ただしこれはいわゆるABSのみの搭載であり先述の連動式ABSは搭載されていない)。さらに、二輪車固有の操作フィーリングを損なうことなくブレーキのイージーオペレーションを実現するために、2系統ある独立した前後ブレーキを効果的に連動させる目的で、世界初となる「Dual Combined Brake System」を市販型NRの開発時に研究開発を行いNRでは不採用となったが、1993年型のSC31型CBR1000Fにおいて採用された。
そして前述のT.R.-C.ABSは初期のD-CBS及び2輪専用ABSが存在してこそのシステムであり、この２つの異なるシステムをシンプルに結合させシステム自体の熟成を図ったのがこのT.R.-C.ABSである。このT.R.-C.ABSによって熟成された前後輪連動ブレーキシステム自体を搭載したのが、本モデルである。
1996年型のST1100に搭載されたT.R.-C.ABSと同様に、本モデルにも前後計3個のコンパクトなNISSIN製片押し式3ピストンキャリパーを採用。1993年型CBR1000Fにおいての初期型D-CBSおよび、1996年型ST1100でのT.R.-C.ABSなど従来のブレーキシステムのサーボ機構(2次液圧発生機構)は、フロントブレーキに作用する回転トルクによって、キャリパーとフロントフォークボトムケースの間にマウントされたリンケージを介して2次マスターシリンダーを作動させていた。本モデルで採用されたD-CBSではさらにシステムの簡素化が進み、新設計のキャリパーアームはリンクを介さずに2次マスターシリンダーを直接作動させる。これにより初期型D-CBSで不可欠であったリンケージを全て排除することが可能になり、システム自体も軽量化されバネ下重量の低減に貢献した。前後計3個のキャリパーは2系統の独立した液圧システムによって制御され、フロントキャリパーの2個のアウターピストンはハンドブレーキレバーにより、2個のリアピストンはサーボメカニズムによる2次マスターシリンダーの働きにより制御される。2次マスターシリンダーは、フロントフォーク左側のボトムケースにマウント。また、フロント/リアのセンターピストンはフットペダルを介して作動する構造となっている。また新開発のブレーキパッドは制動力およびフィーリングともにより一層の向上を実現。
フロントブレーキディスクには、新型のYUTAKA技研製φ310mm×5mmのフローティングディスクに、新設計のステンレス製マウンティングプレートを組み合わせて採用。このマウンティングプレートは、当時の同クラスの大排気量モデル(CBR900RRやCB1000 SUPER FOURなど)のアルミ製プレートよりもシンプルなスポークデザインが特徴で、フローティング部の軸をこれまでの10または12箇所に対し6箇所とすることで、ブレーキパフォーマンスに影響を与えることなくオープンで力強いブレーキ廻りのデザインとしている。また、リアブレーキシステムにスタンダードタイプである1ピース構造のφ256mm×5mmのローターを採用。
| 制動力感応式サーボメカニズムの作動原理 |
| キャリパーアームからの入力を受けると、2次マスターシリンダーはその入力に応じた液圧をPCV(プロポーショナル・コントロール・バルブ)を介してリアキャリパーに伝達。リアシステムへの液圧はブレーキラインに直列配置されたPCVによって2段階に制御を受ける。 ブレーキレバーの操作フィーリングは、システムの介入によって影響を受けることはなく、通常のブレーキシステムと同様のフィーリングとしている。 またリアブレーキのコントロールの範囲が増すことでこれまで以上に容易な操作で高い制動力が得られるブレーキシステムとしている。 2つのブレーキラインは完全に独立しているため、レバーとペダルの単独の制動力が互いに干渉しないものとしている。 |
| --- |

本モデルのD-CBSには、フロントへの過剰な制動力を制御しフットペダルのみによる速度調整時のノーズダイブを最小限に抑えるディレイバルブを搭載。このディレイバルブは、フットブレーキ用マスターシリンダーと右フロントブレーキキャリパー・センターピストンの中間に設置され、ペダルへの低入力時は、左フロントキャリパーのみに液圧を伝達、フロントブレーキによる初期制動力を通常の約半分に低下。次に、ペダル踏力が増加した場合、右フロントキャリパーにも液圧を伝達する。これによって、速度の微調整時(コーナリング時など)にペダルブレーキを使用した場合でも、フロントの不必要なノーズダイブをほとんど解消することが可能となった。ディレイバルブは通常走行時でもブレーキのコントロール性を高め、さらに、滑りやすい舗装路面の下り坂や欧州では遭遇しやすい濡れた石畳や砂利道などの悪路でも優れた制動力を発揮することが可能となった。
| ハンドブレーキによる操作 |
| --- |
| ハンドブレーキレバーを操作すると、左右フロントキャリパーの外側2つのピストンが作動しフロントブレーキがかかる。 次に、左フロントキャリパーが、左ボトムケースに装着された二次マスターシリンダーに作用し、ここで発生した液圧によりリアキャリパーのセンターピストンへ伝達しリアブレーキをコントロールする。 |
| フットブレーキペダルによる操作 |
| フットブレーキペダルを操作すると、リアブレーキキャリパーの外側2つのピストンによってリアブレーキが作動し、同時にこの液圧がディレイバルブに伝達される。 ディレイバルブからは液圧が2系統に別れ、片方の液圧は左フロントキャリパーのセンターピストンを作動させ、フロントブレーキをコントロールする。また、フットブレーキの踏力が強い場合は、ディレイバルブからのもう1系統の液圧によって、右フロントキャリパーのセンターピストンが徐々に押され、さらにフロントブレーキに強い効力を発生させる。二次マスターシリンダーで発生した液圧によって、リアブレーキへの液圧を制御するPCV(プロポーショナルコントロールバルブ)は、さらに滑らかでレスポンス性に優れたブレーキングを行うため、2段階に液圧を制御する。これによりブレーキレバーの操作感覚を、従来のフロントブレーキのみの操作感覚に一層近づけながらも、リアブレーキとの最適な制動バランスを実現し、かつD-CBSならではの高い制動力と操作フィーリングを実現した。 D-CBSは、2つの油圧システムが独立しているため、フットペダル、ハンドレバーのいかなる操作でも、ブレーキの効き過ぎや異常なレスポンスは発生しない構造としている。 |

勘違いしている方が非常に多いためここで説明しておこう。コストダウンのためにABS搭載を見送ったと間違った知識を発言している者は言っているが、それは全くの見当違いの間違いである。
当時のホンダはオートバイのブレーキに関して下の図の考えである。参考引用記事としてホンダのプレスインフォメーションの技術情報(ファクトブック)から「二輪車用 前・後輪連動アンチロックブレーキシステム」のリンクを添付する。
| 前・後輪連動ブレーキシステム(D-CBS) | 前・後輪のブレーキ配分を適切にすることによって、 簡便な操作で高い減速度や車体挙動の安定性を得やすくする。 |
| ----------------------------------- | --- |
| アンチロックブレーキシステム(ABS)   | 直進ブレーキ時の過大入力による車輪ロックを回避することで、 車体コントロール性と制動性能を維持する。       |

今回のCBR1100XXのD-CBS導入に関して先述のフューチャー10の開発コンセプトから行けば、
「６.信頼の制動性能　
信頼性の高い制動能力があり、その操作はコントロールしやすいこと。その結果安心して高速走行できる信頼感が与えられることができる。またブレーキはスポーツ走行するときも車体をコントロールするために使用するが、その状態でも安心してコントロールできなければならない。危機に面した時に高速走行状態から安心して短い距離で確実に止まることができなければならない。もしこれができないならば従来以上に危険性の高いバイクになってしまう。」
とある通りABSによるタイヤロックを回避させるといった考えより、前後連動ブレーキシステムの考え方であるブレーキ配分を適切にして車体挙動安定性を得やすくする考えの方が、LPLを務めた山中勲の考えと合致する。これらの考え方やD-CBS導入の経緯については山中勲の著書「ホンダ・フラッグシップバイク開発物語　名車を生み出した熱き技術者たちの戦い」に記載されているため同書をお持ちの方々は是非参考にされたい。
また同じコンビネーションブレーキだからといった理由で混同する方が非常に多いため追加説明をしておくと1996年のHRCワークスレーサーモデルのRVF/RC45で初採用されたR-CBS(レーシング・コンビネーション・ブレーキ・システム)とは、根本的にD-CBS並びにT.R.-C.ABSではシステム・作動方式・動作方法・使用目的・開発部署が違うことに留意されたい。
|                      | D-CBS T.R.-C.ABS | R-CBS |
| システム作動方式     | PCV制御により、フットブレーキペダルとハンドブレーキレバーの2つの独立したブレーキラインが、互いに干渉しないように制御されている。 2つの油圧システムが独立しているため、フットブレーキペダル、ハンドブレーキレバーのいかなる操作でも、ブレーキの効き過ぎや異常なレスポンスは発生しない構造としている。                               | R-CBSは互いに干渉する作動方式となっている(ペダル・レバーのどちらかが動作すれば前後輪両方のブレーキが同様に動作する。スクーターで用いられている前後輪連動ブレーキをイメージしてもらいたい)。 |
| 使用開発目的         | 市販型NRへの搭載を目的としていた開発当初から公道用として開発されていた。いわば素人でもプロが扱っても同じようにブレーキングが行えるように開発された。搭載された車両は年々進化・熟成を重ね多岐に渡る。 D-CBS搭載:CBR1000F/CBR1100XX/VFR(RC46) T.R.-C.ABS搭載車:ST1100/CBR1000RR SC59(ABSモデル)/CB400SF・SB(オプションABS搭載車)など | レーシングと名の付くように公道走行ができないレースマシン用。プロライダーが扱うことを前提としている。そもそもの開発経緯はコーナー手前でのリアブレーキのホッピングを抑えることとされていた。R-CBS自体は一般販売が行われた公道仕様車両のRVF/RC45にフィードバックされることはなくHRCワークスマシン(RVFのレース用ワークスモデル1996 - 1998年モデル)のみで使用された。またこのシステムはアフターマーケット品として(HRCキット等で)販売は行われていないため公道向けマシン及びレースキット装着マシンには装備されていないため、一般人がR-CBSを手に入れることは当時のHRC製レースマシンを入手しない限り事実上不可能である。 |
| 開発元・供給メーカー | (株)本田技研工業および日信工業(NISSIN) | (株)ホンダ・レーシング(HRC)およびブレンボ(brembo) |
| -------------------- | --- | --- |

#### パワーユニット
本モデルのパワーユニット開発はCBR1000FやCBR900RRなどのエンジンをベースに行われたが、多岐に渡る高い要求性能を満たすためにはほとんどの箇所を新設計することとなり結果として完全新設計エンジンとなった。「上の性能(エンジンを回した時)の性能だけなら簡単に出せる」とエンジン設計担当部門チーフエンジニアの加藤 正は後のインタビューで答えている。実際この言葉通り当時でも164psと言う要求性能はさほど難しい課題ではなかった。しかし軽量化・コンパクトネスの追求に多大な労力が費やされ、ここで軽量化に貢献できた技術の多くは加藤が本モデル前に携わったCBR900RRの開発段階で培ったものであった。
パワーユニットは、CBR600F(PC25)及びCBR900RR(SC28・33)などで採用されたホンダ独自のアッパークランクケース・シリンダーブロック一体型デザインを採用した完全新設計エンジンであり、シリンダー部分にはオープンデッキ・シリンダーブロック一体鋳造構造技術を採用し、シリンダースリーブおよび、ボアピッチを極限まで詰めるなど、当時最新の技術を注いだ軽量コンパクトかつ高剛性なエンジンとして設計された。またタイミングチェーンによるバルブ駆動はダイレクトバケット方式を採用し、バルブ挟み角を先述のPC25やSC28・SC33などの16°からわずかに狭めた15°としている。これらの新エンジンの設計にあたっては、摩擦と慣性質量の低減および、軽量・コンパクト化をエンジン設計時における最重要ポイントとして開発を進めた。これらは後述の2軸2次バランサーの採用にともないエンジン単体の更なる重量増が懸念されたためである。その結果CBR1000Fのエンジンと比較し約140cc排気量を増大させ、2軸2次バランサーが搭載されているにもかかわらず、新型エンジン単体の重量は、CBR1000Fのエンジン93kgと比較して約10kg下回る92.8kgと言う、軽量・コンパクトな新エンジンとして完成した。またエンジンの大幅なスリム化を実現するために、オープンデッキ・キャスティング構造とエンジン右側面カムチェーンドライブ配置を採用したことによりクランクジャーナルの数を一つ減らすことに成功しCBR1000Fエンジンよりボア径は広がったがボアピッチを短縮することに成功した。
フレームへのエンジン搭載は、CBR600F及びCBR900RRなどと同様にシリンダーをやや前傾した状態でフレームに搭載(CBR1000Fと比較して約22°前傾して搭載されている)。また2軸2次バランサー採用によって得られた低いシリンダー高など、コンパクトなパワーユニットパッケージによって、フレームへの搭載位置も理想的バランス下で最適な選択が可能となり、マスの集中化がさらに図られることで、開発コンセプトにもある非常に軽快なハンドリング特性へ貢献している。
新エンジンの設計開発のスタート時から、高周波振動(2次振動)の解消を目指した。新エンジンで採用された2軸2次バランサーは、すでにアコードなど4輪自動車用エンジンでは採用されてきた機構ではあったものの、スーパースポーツにおける2輪車用として、高回転域への対応や2輪車特有のエンジンマウントへの対応を考慮したうえ搭載したものである。本モデルでは、これを世界に先駆けて採用し、高周波振動をほぼ完璧に解消するとともに、高性能モーターサイクルエンジンとしての新たな方向性を示した。1次バランサーはクランクシャフト前方に位置し、ギア駆動によってクランクシャフトと逆方向に回転。2次バランサーは、クランクシャフト上部後方に位置し、アイドラーギアを介して１次バランサーと逆方向に回転することで、この2本のバランサーによって、エンジンの発生する2次振動とバランサー自身が持つ加振力をほぼ完全に打ち消し、全回転域において非常にスムーズにパフォーマンスを発揮することが可能となった。
本モデルのコンピュータ制御による単一パルサー点火システムは、1996年モデルCBR900RR(SC33)と同様の3次元マップタイプのデジタル点火制御としている。この高精度システムは多数のセンサーと接続しており、スロットル開度やエンジン回転域を常時モニタリングし、全速度・回転域を通じて最高のパフォーマンスと加速性能、スムーズな出力特性を実現。さらに、NGK製VXスパークプラグ(白金プラグ)を新採用することによって、点火に必要なビルドアップ時間を短縮。エンジンパフォーマンスとドライバビリティの向上に寄与した。またデジタル点火システムを制御するためスロットルポジションセンサーを装着。
また、吸気・燃料供給系には、ケーヒン製φ42mm傾斜型フラットスライドCV(Constant VelocityまたはConstant Vacuum)(負圧)型キャブレターを採用し、燃料タンクには強制負圧式構造を採用。これにより他のキャブレター車ではデザイン統一上の弊害となっていたカウル上からでも操作できる大型燃料コックを廃した。この影響でリザーブコックが使えなくなったがその事を考慮して残燃量警告灯がインストルメントパネル上の燃料計に追加された。
不要なメカニカルノイズの低減を図るため、CBR900RRで採用されたスプリング駆動シザースタイプの1次ドライブギアを採用し、ギア打音などのノイズ発生を極力抑える構造を採用。さらにフローティングタイプクラッチカバーには、ラバーパッキンと装着ボルト廻りにマウントラバーを装着した二重カバー構造とし、クラッチ部からのメカニカルノイズ伝達を防止している。
エンジンパワー特性としては後述のインジェクション車のようにモーターのように滑らかに回るエンジンと言う訳ではなくキャブレター車らしくダイレクトかつパワフルな加速感が得られる。

#### 冷却系
エンジンパフォーマンスを維持できるよう、冷却系に大容量ラジエーターを採用。世界中のどんな条件下でも理想的なエンジン温度を維持することができるように既存モデルより冷却効率の向上を図り大容量・高効率のオイルクーラーをアッパーカウル内ヘッドライトユニット後方メーターパネル下に装備。ヘッドライトユニット下の2個のエアダクトから供給される外気によって高い冷却効果を発揮。エアインテークは、キャブレターに導入される吸気系のフレッシュエアを、ラジエーターやエンジン周辺部などの熱源から隔離し、さらにオイルクーラー冷却用のエアインテークと独立構造とすることで、キャブレターに常にフレッシュエアを供給可能な構造とした。フロントカウルに設定された4箇所のエアダクトは、キャブレター用のエアインテークと、オイルクーラー冷却用ダクトをそれぞれ独立して外気の導入を行う構造とし、ハンドル下のフロントエアインテークには、カウリング内側に隔壁状のパネルを設けることによって、熱源となるラジエーターやエンジン周辺部から完全に隔離している。また、コクピット部分には別の隔壁パネルを設け、大容量エアボックスとして機能させることによりエアクリーナーをさらに大型化する効果を発揮させ、エアクリーナーへ安定してフレッシュエアを供給。ヘッドライト下部の2つのインテークダクトをメーター下の大容量オイルクーラーの冷却専用のエアインテークとすることで、オイルクーラーの冷却熱を吸気系から隔離することができる構造としている。
これに伴い新型のラジエーター冷却電動ファンも採用。この新型の冷却ファンは車体停止時、あるいは渋滞時などのいかなる状況下においても最大限の冷却効率を発揮。ファンのブレードは、従来のように円形フレームの中で回転するのではなく、ラジエーター背面でそれ自体が回転する外部リングに取り付けられている。これはブレードの周囲から空気を引き込むという従来の非効率的な方法ではなく、ラジエーター全体を貫く空気吸引効果をファンに与えて、全体の吸引力を最大限にまで増加させることを狙ったものである。

#### フレーム
フレームは、マスの集中化を図るとともに、CBR600Fなどのミドルクラスマシンに匹敵する俊敏なハンドリングと軽快性、優れたコーナリング性能およびオーバー1リッターのスーパースポーツに求められる高速安定性を高次元で達成するために、CBR900RRの開発で得られたノウハウを可能な限りすべて注ぎ込み、軽量化と高剛性を高次元でバランスさせたダイヤモンド形状のアルミ・ツインチューブフレームを新設計した。新フレームは、オープン構造の重力鋳造アルミピボットプレート内部にリブ補強を施すとともに、U字型のエンジンハンガーを、強度・重量および剛性を考慮してフレーム下部にて溶接。エンジン側はエンジンヘッド部ではなく、アッパークランクケース部がこのハンガーに接合されている。フレーム設計においても、コンパクトなエンジン設計によってパワーユニット自体を理想的重量バランス位置にレイアウトすることが可能となり、マスの集中化とミドルクラスマシンに匹敵するハンドリング特性を実現。これらの新設計によって、あらゆる速度域でも優れたレスポンス性を発揮し、コントロール性にも優れた新フレームが完成した。またこれらの新設計をふんだんに盛り込んだ結果、トータルでのフレーム剛性はCBR900RRはもとよりCBR1000Fより低くなっている(つまりただ硬いフレームではなくしなやかさを持っているフレームである)。

#### サスペンション
アクスルトラベル120mmを持つφ43mmの高剛性フロントフォークには、細かなサスペンション調整の必要がなく常にいかなる状況でも必要充分な減衰力を発揮する最新のショーワ製ホンダ・マルチ・アクション・サスペンション(H.M.A.S.)を採用。このH.M.A.S.により様々な路面状況に応じて常に最適な減衰力を発揮することが可能となり、世界最高性能のモーターサイクルにふさわしい安心感あるハンドリングを実現。また、トリプルツリー・ステム・アンダーブラケットのアッパークランプはアルミ鋳造製とし、CBR900RRと同様のRの大きい曲面と装飾加工により、理想的な捻れ剛性を発揮するとともに軽量化にも寄与。スイングアームは、新設計の40mm×90mmの目の字断面押出成形アルミ製チューブを採用。サイズや重量の増加を伴うことなく高剛性化を達成し、新型スイングアームに、ショーワ製ピストン径φ40mmアクスルトラベル120mmを持った縮み側の減衰力が無段階で調整可能なH.M.A.S.リアダンパーと、プロリンクを組み合わせて採用、スムーズかつプログレッシブなリアサスペンションが完成した。

#### チェーン
ドライブチェーンはこのクラスのオートバイではよく使われる#530サイズのものを採用しているが本モデル開発に際し新設計されたものを採用している。新設計されたドライブチェーンはリンクプレート打ち抜き公差や角Rの付け方の違いなど要求精度アップが耐久性の向上を導き出しており、ピークパワーを含めて要求強度が高いので従来モデルより高強度のものを新規開発したがピン径などは従来モデルと変わらないため互換性も持っている。

#### タイヤ
世界最高性能の足廻りには高速時の安定性と優れたハンドリング特性を発揮させるため、時速300km/h以上に耐え得る軽量タイヤを必要とし先進の設計・製造技術によってワイドプロフィールのモノスパイラル・ラジアルタイヤを完成させた。いっそう軽く、さらに強くなったZR規格のラジアルタイヤは、本モデルがそのポテンシャルを最大限に発揮した場合でも、長時間にわたって安定したパフォーマンスを発揮させることを目的とした。
この新型タイヤはブリヂストン(フロント:BT-57F RADIAL リア:G/BT-57R RADIAL G)、ダンロップ(フロント:D205FJ リア:D205G)、ミシュラン(フロント・リア:MACADAM 90XS)の3社によってOEM供給されている。ホイールは鋳造アルミ製の中空3本スポークとし、スポーク断面を丸形状としたことで薄肉化が可能となり、高剛性・軽量化に寄与している。

#### 1998年モデルにおける小改良
1998年モデルからは1996・1997年の初期モデルにおいてユーザーから指摘されていた寒冷地におけるエンジンのオーバークールを防止するため、ラジエーター液循環経路内のウォーターポンプ内にバイパスが追加された事からウォーターポンプも改良・形状が変更された。また、ラジエーターのサーモスタット作動特性が変更された。同様に1996・1997年モデルで不具合が多発したレギュレータも放熱フィンの追加などの熱対策が行われた新型が搭載された。なお同様のレギュレータ不具合はCBR900RRの1型・2型(SC28)(丸目２灯のモデルとタイガーアイになった初のモデル)でも生起している。

#### 最高速度記録
1998年モデルまで燃料供給装置はキャブレターであり、CBR1100XXの中で唯一チョークレバーがついているモデルであり、シリーズの中で唯一、実測303km/hをほぼフルノーマル(オートバイ専門誌『ヤングマシン』の企画にて、タイヤのみ交換)で達成している。
またRIDERS CLUB 1996年10月号の特集記事ではポール・リカール・サーキットにてメーター読み300km/hオーバーでテスト走行を実施している。
ちなみにアメリカの『Sports Rider』という雑誌では、完全工場出荷状態で実測287.3km/hを叩き出した。最高速こそ後続発売のハヤブサやZX-12Rなどに譲ったものの、量産市販されたキャブレター式のオートバイとしては今日でも世界最速のオートバイである。

#### キャブレターモデル限定エピソード
最高速度域はほぼ変わらないものの、2型以降のインジェクションモデルよりもキャブレターモデルの方が加速力、レスポンスが鋭い。1型ブラックバードは、キャブレター搭載の市販オートバイとしては加速や最高速が最も速いモデルである。また、低速ギアにおいて約6000rpmから一気にレッドゾーンまで吹け上がると同時に、加速力もさらに増す。PGM-Fi化された2型以降にもこの特性は受け継がれているが、キャブレター車のような急激なレスポンスではなく、乗り味は非常に滑らかになっている。
なお、キャブモデルにはダイレクトエアインテーク(いわゆるラムエア加圧システム)は付いていない。しばしば間違われるが、先述の通りヘッドライト下にある金網のついた吸気口はオイルクーラーに走行風を送るものである。ラジエーターの上部前方、アッパーカウル内部ヘッドライトユニット後方にオイルクーラーが付いており、そのままではオイルクーラーに冷風が当たらないため、上記のように空気の流入路を設けてある(発売当時発行の『ヤングマシン』より)。

#### 北米モデル
販売のメインターゲットエリアは欧州地区であったが北米地区でも販売が行われた。車体スペックなどは基本的に欧州仕様と共通なものの、欧州仕様と決定的に異なったのポイントを以下に記載。
- ペットネームのSuper BlackBirdが付与されなかった
- 車体カラーがミュート・ブラック・メタリック1色のみの展開であった
- 北米での車両基準に合わせウインカーやヘッドライトの変更・車体側面に反射板が追加されるなど一部の保安基準部品の各所適合化が行われた[24]

といった点である。

#### カラーリング(北米モデルを除く)
- █チタニウム・メタリック
- █ミュート・ブラック・メタリック
- █キャンディ・ブレイジング・レッド(1997モデルのみ)
- █キャンディ・ミュトス・マゼンタ(1998モデルのみ)

#### HONDA UKにおける限定生産車
1998年にはUK HONDA(当時はHONDA BRITAIN)が独自に本田技研工業創業50周年記念仕様として、1998年モデルをベースにV&M Racingと共同で50台限定で製作し発売されたCBR1200XX Fire Birdが存在している。これは同じようにV&MでCBR900RR(SC33)やVFR(RC46前期)・VTR1000Fなど当時の欧州販売車種で同じ様にV&Mでそれぞれの車種で異なったカスタム＆チューニングが行われUK HONDAで限定販売された。CBR1200XXのカスタム・チューニングは以下の通り。
- 完全バランス取りがされたV&Mオリジナルのフルカウンター鍛造クランクシャフトに変更
- 純正比2㎜オーバーのV&M製オーバーサイズピストン導入(これにより排気量は1137cc→1195ccへ)
- 圧縮比変更(純正・11:1→変更後・13:１)
- WebCam製ハイリフトカムシャフト導入
- エンジン回転数のレッドゾーンを500rpm増加(11,750rpmからレッドゾーン)
- マフラーを市販用とは異なるCBR1200XX専用Akrapovič(アクラポビッチ)製チタンフルエキゾーストマフラーへ換装
- またこれに伴いキャブレターもリセッティングされた
- リアサスペンション変更(PENSKE Racing製)
- ステアリングダンパーの搭載(PENSKE Racing製)
- バックステップ化(V&M製)
- アッパー・ミドル・アンダー・シートカウル等ガソリンタンク以外の外装をCFRP(炭素繊維強化プラスチック)製に変更
- ガソリンタンクはスチール製からアルミ製に変更
- 他車種と同じように「HONDA MOTOR COMPANY 50th ANNIVERSARY 1948 - 1998」「50th ANNIVERSARY LIMITED EDITION」「CBR1200XX Super BlackBird」の文を各所に配置
- 全体の塗装も大幅に変更(デザインはJohnKeoghによるもの)

- 鍵も50周年記念仕様(この鍵のプランクキーは当時大量に日本に入荷)

#### カラーリング
- ███(レッド×ホワイト×カーボン)

これらのチューニング・カスタムを施された結果、最高出力は11,500rpmで179psを発揮した。なお日本ではHONDAウイングパッセージが輸入代行・販売を行った。発売価格は250万円とされた。

#### レースにおける活動
1997年開催の鈴鹿8時間耐久ロードレースに「テクニカルスポーツ」(現:TSR)がこの年から新設のS-NK(スーパーネイキッド)クラスにCBR1100XXを使用し参戦した(マシンコードネームはTSR-AC110M)。なお予選57位・決勝51位完走という結果であった。担当ライダーは坂田和人・前田淳の2名。なお、この時使用していた物をベースに量産性を上げたフルエキゾーストマフラー並びにスイングアームASSYは改良され後々市販化されている。またこのフルエキマフラーは8耐参戦マシンと全く同じ製法で製造されたものが8耐参戦記念として限定5セットのみで販売された。
1998年開催のもてぎ7時間耐久レースでは、丸山浩が代表を務めるチーム「With Me Racing」がライトチューンされたCBR1100XX【ブルーファイティングWM007号機】で、レーサーレプリカやスーパースポーツなどを駆る強豪の他チームを押し切り、予選順位5位(2分00秒007・丸山浩)・決勝順位7位完走という大健闘を果たした。担当ライダーは丸山浩・中村道一の2名であった。なお、全参加マシン中、最高速度が最も優れていたのもこのマシンであった。またWith Me Racingも後に装着していたパーツを市販化している。それに加え公道仕様のコンプリートマシンも制作された。キャブレターモデルと後年登場のインジェクションモデルと合わせて30台ほど制作された。

### 2型(2代目)
1998年発表、1999年発売。
最大の変更点は吸気システムとしてにダイレクト・エア・インダクション機構(いわゆるラムエアダクト機構)の採用と燃料供給装置が電子制御式燃料噴射システム(PGM-Fi)(インジェクターノズルはケーヒン製)となった。これに伴いどんな状況下での始動操作であっても適切な量の燃料を正確に供給するために空気の追加供給を行なう新開発のオートマチック・バイパス・スターター・システム(最近のインジェクション車では当たり前に搭載されているいわゆるオートチョークシステム)を採用。このシステムの搭載によりキャブレター車や初期のインジェクション車で必須であった手動式のチョークレバーは廃止された。またこのオートマチック・バイパス・スターター・システムは冷却水の温度によって動作される。オートマチック・バイパス・スターター・システムにより、気象条件・周囲環境に関係なくエンジンスターターボタンに触れるだけの迅速な始動が可能になり、ウォームアップ操作も最小限に抑えられ、スムーズなエンジン出力の供給を実現した。
またイモビライザーであるH.I.S.S.(ホンダ・イグニッション・セキュリティ・システム)がこの1999年モデルから採用された。

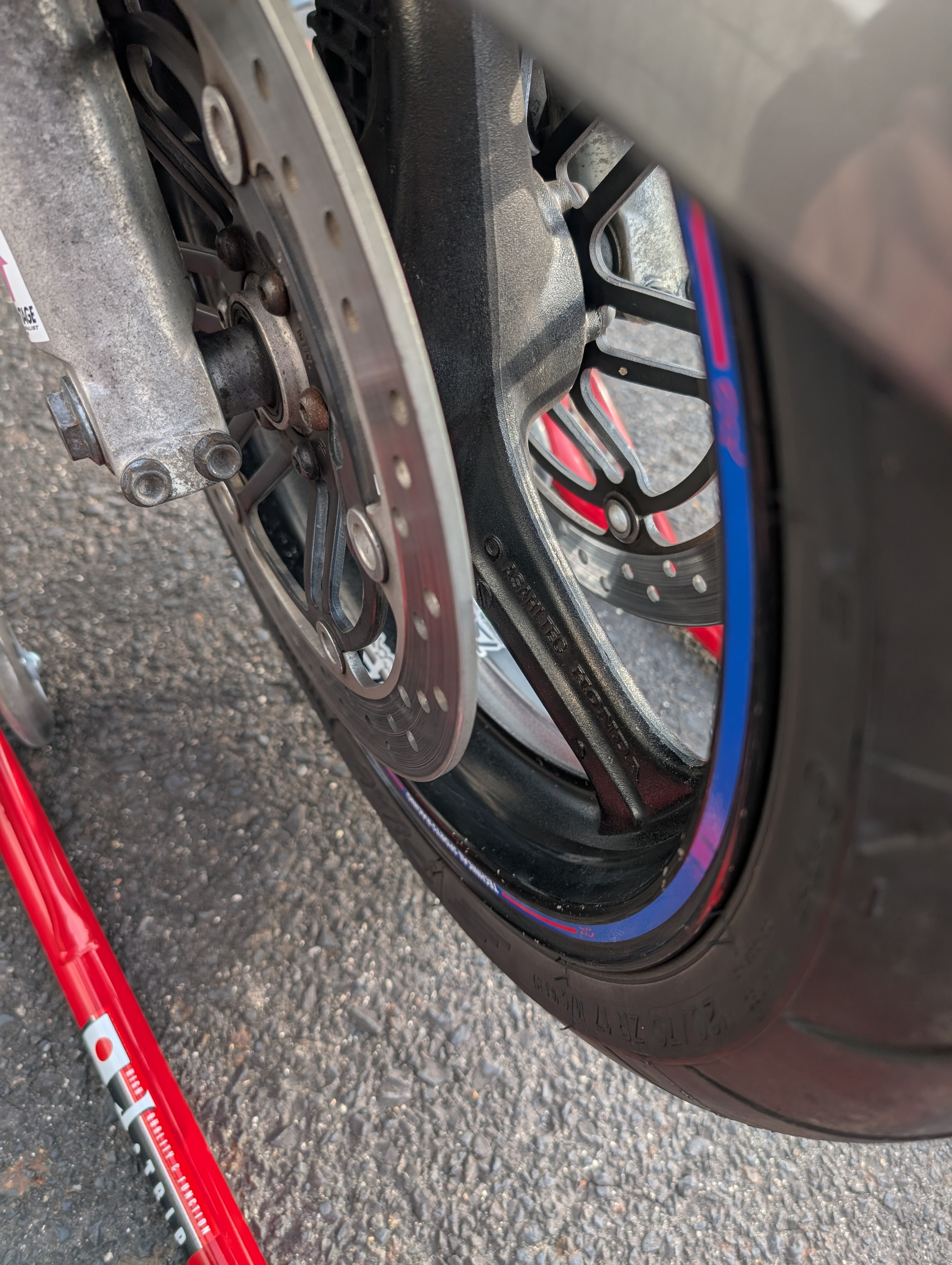
「ASAHI TEC　HONDA」と刻印のある通りキャブモデル純正ホイールは前述の通り旭テック製である

前後連動ブレーキのD-CBSもブレーキング特性が見直されシステムの熟成を図った。それに伴いホイール形状が若干変更され、それに伴いホイール供給メーカーが旭テックからエンケイに変更になり、ブレーキディスクはYUTAKA技研製からSUNSTAR製に変更となっている。なおディスク取り付けピッチ等が変更となっているためキャブレター車用のブレーキディスク・ホイールと共通性はなく、そのまま取り付けはできないため注意が必要である。
PGM-Fi化およびダイレクト・エア・インダクション機構採用に伴いエアクリーナー搭載位置が変更になったこと等から、燃料タンク容量がキャブレターモデルから2リットル増加し24リットルとなったものの、キャブレターモデルよりも実測燃費は悪化した。
ダイレクト・エア・インダクション機構導入に伴いエンジンパワー特性も見直され、「どこからでもスムーズに加速する」「どの回転数でもパワーバンド」「モーターのようなエンジンフィーリング」などと評され、人気を博した。
ダイレクト・エア・インダクション機構が導入されたことにより、オイルクーラーはアッパーカウル内部ヘッドライトユニット後方メーターパネル直下からラジエータ直上に設置場所が変更された。それに伴いラジエータ搭載位置がキャブレターモデルよりやや下方に修正された。またエキゾーストマニホールドの材質が鉄からステンレスへと変更された。
これに合わせてラジエータ形状や冷却ファンの位置・形状も変更された。これにより1996年モデルから採用されたこの新型ファンの形状はより高効率になっている。キャブレターモデルでは水温計の針が中央位置を超えると冷却ファンが回るようになっていたが、1999年モデル以降は針が上まであがらないとファンが回らなくなったため、渋滞には弱くなってしまったと勘違いし、外付けスイッチを付けて強制的にファンを回すように改造しているオーナーも見受けられるが、実際のところ1型と同じ水温で冷却ファンが回り始めるため意味はない。サーモスタット及び冷却ファンが動作を始める水温計の針の位置が違うだけであるため、針が中央位置よりやや上で安定しているのがインジェクションモデルとしては正しい。

#### 外見上の違い
- キャブレター車ではオイルクーラー用エアダクト吸入口だった箇所がラムエア吸入口となり、吸入口がメッシュ有り形状からメッシュなしのスリット形状になったこと
- エキゾーストマニホールド素材変更(スチール→ステンレス)
- スクリーンのカラーリング変更
- フロントブレーキインナーローターやジェネレータカバー、クラッチカバー塗装がゴールドになったこと
- キャブレターモデルではHornet(250ccモデル)と共通だったテールランプカバーが縦2段式の新タイプ(“デュアル・エレメント”スタイル)に変更されたこと
- ステッカーの追加・移動(シートカウルステッカーがPGM-Fiステッカーに変更・フロントフェンダーにD-CBSステッカーが移動)したこと
- CBR1100XXのステッカーのカラー塗分けが変更になったこと
- ボディカラーリングに新色が追加になったこと

で判断できる。

#### カラーリング(北米モデルを除く)
- █ミュート・ブラック・メタリック
- █キャンディ・グローリー・レッド
- █キャンディ・フェニックス・ブルー

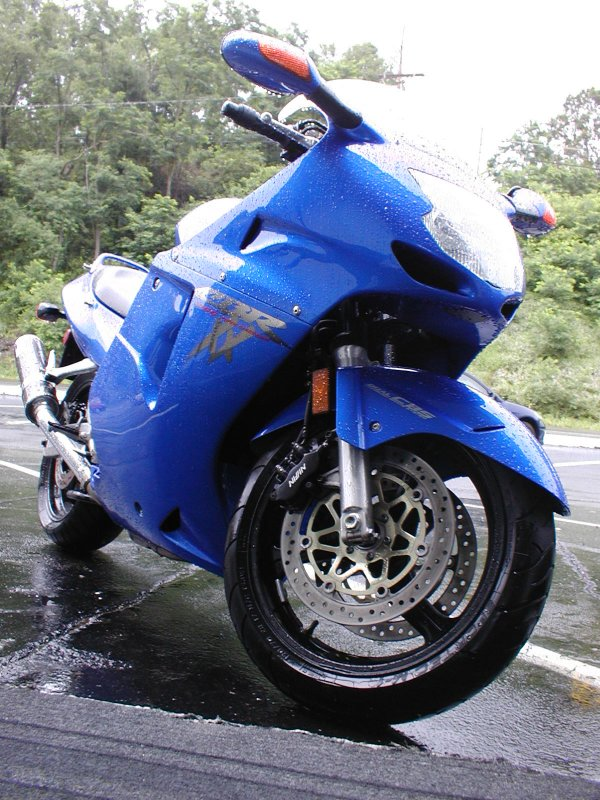
99モデル(キャンディ・フェニックス・ブルー)

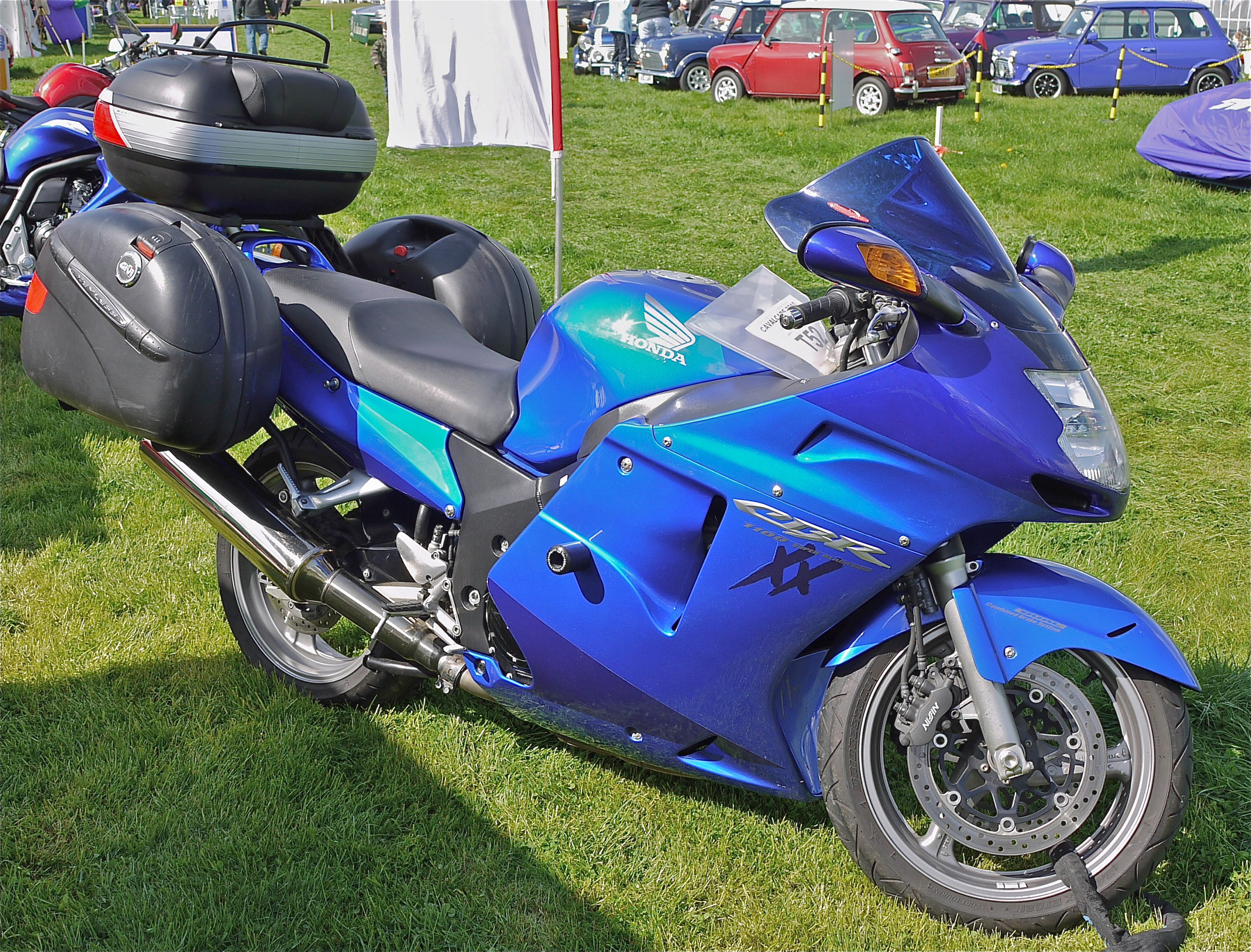
99モデル(キャンディ・フェニックス・ブルー/ツートンと推察されるモデル)

- █キャンディ・フェニックス・ブルー/ツートン

なおこのモデルまでは輸出専用モデルであった。

### 3型(3代目)[36]
2000年発表、2001年発売。

#### 輸出モデル
ヨーロッパでの自動車排出ガス規制(EURO2)適応に合わせて排出ガス浄化装置エキゾーストパイプ集合部(4-2-1-2の1の集合箇所)に追加され、それに合わせO₂センサーも浄化装置直後に追加された。また最高出力が152PSに下げられた。
新型のデジタル式スピードメーターを新採用。スピードメーターとタコメーターを横並びにした伝統的なレイアウトを廃し、ブラック地にホワイトの文字が浮かぶアナログ式タコメーターを中央に置きその両側を２個の大型LCDで囲んだ。パネル上部には各種インジケーターランプ、右側にはデジタル表示の大きなスピードメーター、その下にはH.I.S.S.による盗難抑止システムの赤いインジケーターランプ、左側のディスプレイには、上からデュアルトリップメーター／オドメーター／水温計／燃料計／時計を表示。
また欧州でのオートバイの最高速度を300km/hまでとする最高速度規制に合わせスピードメーターの表示上最高速度が299km/hになった。ウインドスクリーン後端の高さも従来より30mm高くなり、よりツアラー向けの性格になった。またウインドスクリーンには、見る角度により色調が変化するマルチグラデーションスクリーンを採用。フロントウインカーカバーには新型のマルチリフレクターランプを採用。
停車時や低速時にニュートラルからのギア・シフトをすると発生しやすい、金属と金属がぶつかる不快な衝撃を抑えるため、シンプルながらも効果的なトランスミッション・フリクション・ダンパーを採用。トランスミッションのメインシャフトに装着された硬質ゴム製フリクションダンパーが、クラッチが引かれた時にメインシャフトの回転を急速に低下させ、停止しているカウンターシャフトとメインシャフト間の速度の差を縮めることにより、２本のシャフトが接合する時のギアへのショックをやわらげ、衝撃による不快感を大幅に抑える。
またこのモデルからホイールの塗装色が艶ありブラックからシルバー塗装となっている(輸出仕様・国内仕様関係なく)。

##### カラーリング(※輸出仕様かつ北米モデルを除く)
- █ダークネス・ブラック・メタリック
- █キャンディ・グローリー・レッド
- █キャンディ・タヒチ・アン・ブルー
- █アキュレート・シルバー・メタリック
- █アキュレート・シルバー・メタリック/ツートン
- █ガンパウダー・ブラックマット
- █マットブラック・メタリック
- █アイアン・ネイル・シルバー・メタリック

#### 日本国内モデル
2001年3月28日から2003年までの間でCBR1100XXがはじめて日本国内ディーラー(DREAM店・PRO'S店等)において正規販売が行われた。日本国内モデルでは国内馬力自主規制に対応するため、180km/hのスピードリミッターが装着され、スピードメータ上の表示最高速度は179km/hとなった。また最高出力は100PS・最大トルクは10.0kgf·mに抑えられている。それに合わせ日本国内仕様専用のカムシャフトを採用することで、バルブタイミングとリフト量を日本国内での走りに合わせた設定としている。また排気システムも国内での使用に合わせた内部構造の設定を行い、日本国内での走りに対応させた。
国内仕様と輸出仕様を見分けるうえでわかりやすいポイントを以下に記述
- 国内仕様はブレーキキャリパーの塗装色がマグゴールド塗装となっている(輸出仕様は従来通りブラック塗装のキャリパーである)
- 国内仕様のみグリップエンドがクロームメッキ仕上げ
- ボトムケースの表面処理は、輸出仕様のシルバー塗装に対して、国内仕様のみバフ掛け後のクリア塗装としている
- 国内仕様のみゴールドチェーンを純正採用
- マルチグラデーションスクリーンの採用
- 輸出モデルではヘッドライトスイッチがあった箇所にハザードランプスイッチが追加

国内仕様では万が一盗難された際にGPSを用いた車両位置追跡サービスを展開するセコムと連携し、GPS発信機や充電器の取付スペースが確保された「ココセコムHonda推奨車種」としている。

##### カラーリング(※日本国内仕様)
- █ダークネス・ブラック・メタリック
- █アキュレート・シルバー・メタリック

日本国内仕様の販売が終了した後、ヤングマシンやwebオートバイ等の雑誌媒体では後継新型モデル(CBR1200XX)の販売推測なども出ていたが、現状モデルのまま日本以外では販売が継続されていた。2006年に開始された欧州の自動車排気ガス規制(EURO3)の対応義務車ではなかったが、2007年に入ってからは継続車種も開始され、当車種も規制適応車両となったが、特別に1年間限定の特例措置として販売された。しかし2008年からのEURO3対応義務化や欧州や北米、日本など各国の新排出ガス規制適応義務化に伴い、生産終了が決定した。
なお生産開始10周年を記念して、2006年に各仕様地ごと限定100台で１型のカラーリング3色を再現した10周年記念モデルが発売された。

## 遍歴

### 1997年(1型)
- CBRシリーズのフラグシップオートバイとして発表・発売
- 出力は164PS/10,000rpm・124Nm/7,250rpm
- 当時としては世界最高速の市販オートバイ(ただし燃料供給装置がキャブレターを採用し市販量産されたオートバイというカテゴリでは1998年モデルまでは今日でも世界最高速のオートバイである)

### 1998年
- 寒冷地におけるエンジンのオーバークール対策としてラジエーターにバイパス経路の追加
- ウォーターポンプ形状変更
- ラジエーターのサーモスタット作動特性変更
- 熱対策済新型レギュレータの採用
- キャンディ・ブレイジング・レッドのみ若干塗装カラーを明るめにチェンジ[43]そのためカラーネームが変更となった(キャンディ・ミュトス・マゼンタ)

### 1999年(2型)
- 燃料供給装置がキャブレターから電子式燃料噴射装置であるPGM-Fiに変更
- チョークレバー廃止及びオート・バイパス・スターター・システムの搭載
- ダイレクト・エア・インダクション機構(ラムエアシステム)を搭載
  - 高回転域はラムエアに低回転域はトルクに振るよう特性を変更したため、ラムエア加圧無しの状態でのエンジン出力は164PS/9,500rpm・124Nm/7,250rpmと最大馬力・トルク発生回転を下方修正
- 前後連動ブレーキ(D-CBS)の作動特性を改良
  - D-CBS改良に伴いホイール形状・ブレーキディスク取り付けピッチ・オフセット量の変更が行われホイール供給メーカーを旭テックからエンケイに変更
  - ブレーキディスクの供給メーカーをYUTAKA技研からSUNSTARに変更された
- 燃料タンク容量増加
  - (22L→24L ※ただし実測燃費はキャブレターモデルより悪化した)
- オイルクーラー形状・搭載位置変更
- オイルクーラーの変更に伴いラジエーター及び冷却ファンの形状・搭載位置変更
- フロントフォークスプリングレート変更
- メーターパネル内の「S」(サイドスタンド警告灯)が「Fi」(PGM-Fi警告灯)に変更
- ホーネット250と共通であったテールランプカバー形状変更(“デュアル・エレメント”スタイルに変更)
- クラッチプレート枚数変更
- イモビライザーであるH.I.S.S.(HONDA Ignition Security System)を追加装備
- カラーバリエーションとしてチタニウム・メタリックが廃止
  - 新たにキャンディ・フェニックス・ブルーが追加
- このモデルまでは輸出専用モデルである

### 2001年(3型)
- EURO2に合わせ排出ガス浄化装置をエキゾーストパイプ集合部に追加搭載
  - それに合わせO₂センサーの追加搭載
- 出力を152PS/9,500rpm・124Nm/7,250rpmとしてさらに下方修正された(※輸出仕様)
- メーターパネルデザインの変更
  - スピードメーターがデジタルメーターに変更(VFR(RC46)と似たデザインの物へ変更された)
- 欧州でのオートバイ最高速度を300Km/hまでとする速度規制に合わせて、スピードメーター上の表示最高速度が299Km/hに変更
  - アナログメーター時代は330Km/hまで
- スクリーンの高さを30mmアップ
- リアウインカーの形状変更
  - 長方形型のタイプからCB1300SF・VTR1000SP-1/2などと同じ形の変形6角形タイプのリアウインカーに変更
- カラーバリエーションとして新たにアキュレート・シルバー・メタリックが追加
- 日本国内正規仕様も正規ディーラー(DREAM店・PRO'S店)にて販売開始
  - ただし国内メーカー販売車馬力自主規制に合わせて輸出仕様に比べてさらに馬力＆トルクをダウン(100PS/8,500rpm・98Nm/6,500rpmとされた)
  - カラーリングもアキュレート・シルバー・メタリック/ダークネス・ブラック・メタリックの２色のみの展開
  - ペットネームのSuper BlackBirdも付与されない

### 2002年
- インジェクション車特有の低速でのスロットル開度に対するエンジン回転数上昇変化のリニアリティ不足(いわゆるドンツキ)をなるべく解消するように改良

### 2003年
- 日本国内仕様の受注・新規生産・販売すべてを終了

### 2006年
- 初代モデルから製造開始10周年を記念して初代キャブレターモデルのカラーリング3色を再現した限定モデルが各仕様地ごと限定100台で販売された

### 2008年
- EURO3対応義務化・各国新排出ガス規制対応に伴い輸出モデルも生産終了を決定
- この決定をもってCBR1100XXの生産に終止符が打たれた

## エピソード
開発陣は、あらゆるオートバイを凌駕した最も偉大で最も魅力的なナンバーワンマシンを目指すべく、開発当初のキャッチフレーズを「ザ・グレイテスト・スーパースポーツ」としていた。車体設計や操作性、快適性からスタイリングに至るまで、開発陣が総力を挙げて創り上げたオートバイであった。しかしホンダ社内では設定項目の一つの「世界最速」だけが一人歩きしてしまっていた。世界最速はあくまでもCBR1100XXの構成上の一要素と考えていた開発陣は、キャッチフレーズを「世界最高性能バイク」としたが、ホンダ社内では世界最速というインパクトが強すぎてあまり効果はなかった。そのため、上記コンセプトの『フューチャー10』を前面に押し出して、このオートバイの良さをアピールしたというエピソードが残っている。
ペットネームの「Super BlackBird」についてであるが、開発陣のなかの航空機好きな設計者の鈴木哲夫が「速くて運動性能の高いマシンはアメリカ空軍超音速偵察機であるSR-71とイメージがオーバーラップする。」ということで机の上にSR-71の写真を飾って仕事をしていた。それを見たデザイナーの岸敏秋は直感として「これは良い」と感じて、"BrackBird"のステッカーを作り、モデルに貼って楽しんでいた。そこに日本に出張中であったこれまた飛行機好きのヨーロッパ営業責任者のミスター・ベルガーが飛びついた。「これは良い！速さと運動性能の高さを表現してピッタリだ！ペットネームはこれに決めよう！」このような経緯でペットネームの「Super BlackBird」が決定した。
ペットネームが決定した後はSR-71の製造元であるロッキード(現:ロッキード・マーティン)に「バイクの名前でブラックバードという名称を使ってもよいか？」という確認を取ったそうである。
先述の通りLPLを務めた山中が本モデルの明確なライバル車としていたのはカワサキ・ZZR1100であり、ZZR1100の持つネガな箇所を徹底的につぶしていき開発を行った。山中は後年に出たスズキ・GSX1300Rハヤブサ等については「特に対抗意識は持たなかった。自分の開発したバイクこそ最高のバイクだと確信していた。」とのこと。またRIDERS CLUB 1996年10月号の特集インタビューではこうも答えている。「現時点ではほぼ満点に近い点を与えられる。厳密に言えばもう少し燃費を追求してみたかったなど残念に思う要素もあるがいつか技術が高まればさらに面白い車に挑戦できると思う。」とのことである。本モデルの後継機も開発してみたかったそうであるが自分の理想のさらに上をいくバイクの開発はかなり手探りになるだろうと話している。
また2代目(Fi化されたモデル)のエンジンはIHI製ターボチャージャーを装着の上で「AquaTrax F-12 -Since2002-」と言うホンダ製の水上オートバイのエンジンに採用された。
ケータハムカーズは2000年に輸出用フルパワーモデル用のSC42E型エンジンを搭載した「ケータハム・ブラックバード」を限定販売した。

## 打刻の意味・仕様地コード一覧(各年版の取り扱い説明書及びパーツリスト、サービスマニュアルから引用)
(例)JH2-SC35△＊○M000000
- JH2=日本のホンダと言うメーカーのオートバイ(という意味)
- SC35＝モデル型式(キャブ車＆Fi+アナログメーター車：1997 - 2000年製造車まで)
- SC42＝モデル型式(Fi+デジタルメーター車：2001 - 2008年製造車まで)
  - 以下表各年仕様地コード

| 1997年版コード(キャブレター車)               |                                                   |
| 0                                            | 米国(北米)仕様(※米国モデルは＊の数字割り当てなし) |
| 1                                            | 米国(北米)仕様(同上)                              |
| 2＊                                          | カナダ仕様                                        |
| 3＊                                          | ブラジル仕様                                      |
| A＊                                          | ヨーロッパ・北ヨーロッパ・イングランド仕様        |
| B＊                                          | フランス仕様                                      |
| C＊                                          | オーストリア・ドイツ仕様                          |
| D＊                                          | ドイツ仕様                                        |
| E＊                                          | スイス仕様                                        |
| F＊                                          | オーストリア仕様                                  |
| U＊                                          | オーストラリア仕様                                |
| 1998年版コード(キャブレター車)               |                                                   |
| 0                                            | 米国(北米)仕様(※米国モデルは＊の数字割り当てなし) |
| 1                                            | 米国(北米)仕様(同上)                              |
| 2＊                                          | カナダ仕様                                        |
| 3＊                                          | ブラジル仕様                                      |
| A＊                                          | ヨーロッパ・北ヨーロッパ・イングランド仕様        |
| C＊                                          | スウェーデン・フランス仕様                        |
| D＊                                          | ドイツ仕様                                        |
| E＊                                          | スイス仕様                                        |
| F＊                                          | オーストリア仕様                                  |
| U＊                                          | オーストラリア仕様                                |
| 1999 - 2000年版コード(Fi+アナログメーター車) |                                                   |
| 0                                            | 米国(北米)仕様(※米国モデルは＊の数字割り当てなし) |
| 1                                            | 米国(北米)仕様(同上)                              |
| 2                                            | カナダ仕様                                        |
| 3                                            | ブラジル仕様                                      |
| A＊                                          | ヨーロッパ・イングランド・スウェーデン仕様        |
| C＊                                          | フランス仕様                                      |
| G＊                                          | ドイツ・スイス仕様                                |
| U＊                                          | オーストラリア仕様                                |
| 2001 - 2002年版コード(Fi+デジタルメーター車) |                                                   |
| 0                                            | 米国(北米)仕様(※米国モデルは＊の数字割り当てなし) |
| 1                                            | 米国(北米)仕様(同上)                              |
| 2                                            | カナダ仕様                                        |
| 3                                            | ブラジル仕様                                      |
| A＊                                          | ヨーロッパ・イングランド仕様                      |
| C＊                                          | フランス仕様                                      |
| U＊                                          | オーストラリア仕様                                |
| 2003年版コード(Fi+デジタルメーター車)        |                                                   |
| 9＊                                          | ブラジル仕様                                      |
| A＊                                          | ヨーロッパ・イングランド仕様                      |
| C＊                                          | フランス仕様                                      |
| U＊                                          | オーストラリア仕様                                |
| 2004 - 2005年版コード(Fi+デジタルメーター車) |                                                   |
| 9＊                                          | ブラジル仕様                                      |
| A＊                                          | ヨーロッパ・イングランド・アイルランド仕様        |
| C＊                                          | フランス仕様                                      |
| U＊                                          | オーストラリア仕様                                |
| 2006 - 2008年版コード(Fi+デジタルメーター車) |                                                   |
| A＊                                          | ヨーロッパ・イングランド・アイルランド仕様        |
| C＊                                          | フランス仕様                                      |
| U＊                                          | オーストラリア仕様                                |

以上が各年の輸出仕様地向けコードである
- 次が各製造年コードとなる

| V | 1997年 | キャブレター車(アナログメーター車) |
| W | 1998年 | キャブレター車(アナログメーター車) |
| X | 1999年 | Fi+アナログメーター車              |
| Y | 2000年 | Fi+アナログメーター車              |
| 1 | 2001年 | Fi+デジタルメーター車              |
| 2 | 2002年 | Fi+デジタルメーター車              |
| 3 | 2003年 | Fi+デジタルメーター車              |
| 4 | 2004年 | Fi+デジタルメーター車              |
| 5 | 2005年 | Fi+デジタルメーター車              |
| 6 | 2006年 | Fi+デジタルメーター車              |
| 7 | 2007年 | Fi+デジタルメーター車              |
| 8 | 2008年 | Fi+デジタルメーター車              |

つまりCBR1100XXwとあれば1998年製造車両という意味である。
キャブレター車は必ずVとW、Fi＋アナログメータ車はXとY、Fi＋デジタルメータ車は数字(西暦下1ケタ)が付与される。
- M＝本田技研工業株式会社浜松製作所製造車両(という意味)
- 6桁数字＝フレーム番号

なお国内仕様車は、JH2が付かず【BC-SC35~】から始まる。つまり車台型式(フレーム打刻型式)にJH2が付与されてる車両こそが逆輸入車(輸出モデル)という証拠である。

## 使用燃料に関して

オーナーズマニュアルの記載該当箇所。右側の燃料タンクの絵が描かれているページである。

使用燃料についてであるが、オーナーズマニュアル(1998年版CBR1100XXw用)によると「91オクタン価以上の無鉛もしくは低鉛ガソリンを使用せよ。また先述規定燃料を使用し通常エンジン負荷内でスパークノッキングやピンキングなどの異常燃焼発生時はガソリン製造会社を変更せよ。それでも続く場合はホンダ販売店へ整備を依頼せよ。これらをオーナー側が怠った場合保障修理対象外となる。」となっている。
ご存じの通り日本国内で流通しているレギュラーガソリンはJIS規格でオクタン価89.0以上、ハイオクガソリンはオクタン価96以上となっているが、欧州では「ガソリンスタンドではオクタン価95以上のガソリンを販売する事が欧州諸共同体燃料指令(DIRECTIVE 2009/30/EC)によって義務付けられている。」それにより欧州で流通しているガソリンオクタン価は【92/95/98】となっている(※ただしオクタン価92のガソリンはあまり流通していないが、それは欧州燃料指令に抵触するためマイナーオクタン価となっている)。また北米では、独自のオクタン価算出法を用いている。北米以外のほとんどの国がオクタン価算出法でリサーチ法を用いるのに対して、より低いオクタン価算出法の「リサーチ法(RON=Research Octane Number)とモーター法(MON=Motor Octane Number)の平均のアンチノック指数(AKI=Anti Knock Index)」を採用しているがこれをリサーチ法の計算式に当てはめると欧州と変わらないオクタン価【92/95/98】となる。なお、実車で走行したときの相関性はRONが低速域、MONが高速域で高いとされている。RON、MONにおけるオクタン価測定条件は以下の通り。
| 条件                                   | リサーチ法(RON)          | モーター法(MON)          |
| -------------------------------------- | ------------------------ | ------------------------ |
| エンジン回転速度 rpm                   | 600±6                    | 900±9                    |
| 運転エンジンオイル温度における油圧 psi | 25~30(約1.75~2.10kgf/㎠) | 25~30(約1.75~2.10kgf/㎠) |
| クランク室潤滑油温度                   | 135±15℉(57±8.5℃)         | 135±15℉(57±8.5℃)         |
| 冷却水温度範囲                         | 212±3℉(100±1.5℃)         | 212±3℉(100±1.5℃)         |
| 1回の試験中における変動                | ±1℉(0.5℃)                | ±1℉(0.5℃)                |
| 吸入空気室温 グレイン/lb乾燥空気       | 25~50                    | 25~50                    |
| 吸入空気温度                           | 大気圧に対して規定       | 100±5℉(38±2.8℃)          |
| 混合気温度                             | ー                       | 300±2℉(149±1.1℃)         |
| スパークプラグ隙間 in                  | 0.020±0.005              | 0.020±0.005              |
| ポイント接点隙間 in                    | 0.020                    | 0.020                    |
| 空燃比                                 | 最高ノックに調整         | 最高ノックに調整         |

オクタン価の測定条件は2つあるが、日本ではリサーチ法が使われる。オクタン価は、測定するガソリンの想定オクタン価(設計時に推定されている)の上下2種類の標準燃料を作っておき、ガソリンのノック強度が2種の標準燃料のノック強度のどのあたりになるかを計算で求める。
オクタン価の算出法は↘の通り。

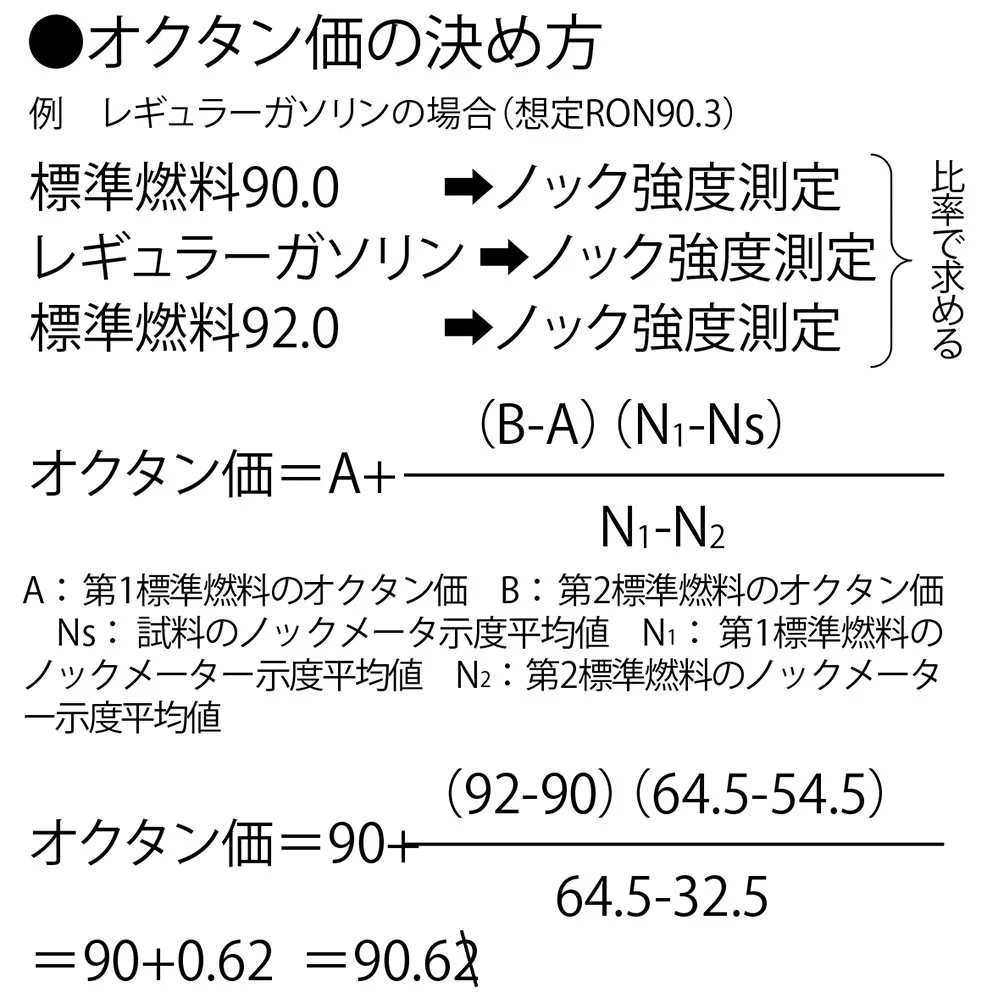
オクタン価算出法。

ここでなぜ日本のガソリンオクタン価が低いのかというと、JIS規格K2202より「プレミアムガソリン(1号：オクタン価96以上)」「レギュラーガソリン(2号：89以上)」と定められているからであり、規格の89より１多い90がレギュラーガソリンとして市場に流通しているかといえば89で製造して、実際計測オクタン価が89以下だった場合販売できなくなってしまうためである。またなぜハイオクガソリンが規定の96以上のレシプロ航空機用ガソリン並みの高オクタンで流通しているのかというと、「各石油会社が他社との違いを明確にするため商品アピール競走した結果」であるということだ。つまり日本のレギュラーガソリンは世界的に見れば極めてイレギュラーな低オクタンガソリンということだ。
これにより日本のレギュラーガソリン(オクタン価89~90)を入れていいのか？となるが結論から言えば入れてはダメである。流通ガソリンオクタン価をまとめると下表のとおりである。
| ガソリン規格→ 代表的な販売エリア↓ | LOW(レギュラー) | MID      | HIGH(ハイオク) |
| 日本                              | 89              | 流通無し | 100以上        |
| 北米                              | 92              | 95       | 98             |
| 欧州                              | 92              | 95       | 98             |

逆輸入車であるCBR1100XXはオーナーズマニュアルにもある通り使用前提が欧州や北米での高オクタンレギュラーガソリン規格で設計されておりなおかつ前述している通り高圧縮比エンジンを搭載しているため、日本の低オクタンレギュラーガソリンではいわゆるノッキングやピンキングが非常に起こりやすい状態となってしまう。CBR1100XXはエンジン圧縮比が「1：11.0」と高圧縮比のエンジンであるために日本のレギュラーガソリンを用いた場合ノッキングが非常に起こりやすい。ノッキングはスパークプラグで点火した後に、燃焼室内の圧力が上昇することでエンドガスが圧縮圧力で自己着火し、激しい燃焼室内の急激な圧力上昇を引き起こす現象である。その度合いによってはエンジン内部が溶損したり破損することもある。また一般的にノッキングはエンジンの圧縮比や過給機を搭載している場合は過給度を上げると起こりやすく、パワーアップの足かせにもなってくる。高出力エンジン搭載車がハイオクガソリン仕様になっているのはこのためである。
つまりCBR1100XXに日本のレギュラーガソリンを使用するのはエンジンにとって非常によくない行為である。使用しているオーナーは即刻中止するべきである。
中には「壊れてない」「杞憂だ」「ずっとレギュラー入れているけど大丈夫」というオーナーも散見されるが、キャブレター車であれば仕様国の違いでキャブレターの燃調セッティングが濃いめにされていたり(ブラジルやオーストラリア仕様などの温帯向け仕様を除く)、インジェクションモデルであればヒューエルセーフ機構により保護されているだけである。エンジンや燃料供給装置に負荷がかかっていることに違いはない。
この使用燃料に関してはCBR1100XXだけに言えることだけではなくホンダや他の国内メーカーの逆輸入車や昨今のスーパースポーツやストリートファイターなどに分類されるハイパワーモーターサイクル、海外メーカー車両にも共通で言えることであり、結論を言えばメーカー指定燃料はきちんと守らなければ意図せずエンジンや燃料供給装置の重大なトラブルにつながりかねない。そうなった際にハイオク指定を守らなかったせいでメーカー補償対象外となり高額な修理費用が掛かるということがあるためである。

## 各諸元一覧表
|                          | 輸出仕様                                                                                          | 輸出仕様                                                                                          | 輸出仕様                                                                                          | 輸出仕様                                                                                          | 日本国内仕様                                                                                      |
| 車名                     | CBR1100XX Super BlackBird                                                                         | CBR1100XX Super BlackBird                                                                         | CBR1100XX Super BlackBird                                                                         | CBR1100XX Super BlackBird                                                                         | CBR1100XX                                                                                         |
| 型式                     | SC35                                                                                              | SC35                                                                                              | SC35                                                                                              | SC35                                                                                              | BC-SC35                                                                                           |
| エンジン型式             | SC35E                                                                                             | SC35E                                                                                             | SC35E                                                                                             | SC42E                                                                                             | SC42E                                                                                             |
| モデルイヤー             | 1997年                                                                                            | 1998年                                                                                            | 1999年                                                                                            | 2001年                                                                                            | 2001年                                                                                            |
| 全長(mm)                 | 2,160                                                                                             | 2,160                                                                                             | 2,160                                                                                             | 2,160                                                                                             | 2,160                                                                                             |
| 全幅(mm)                 | 720                                                                                               | 720                                                                                               | 720                                                                                               | 720                                                                                               | 720                                                                                               |
| 全高(mm)                 | 1,200                                                                                             | 1,200                                                                                             | 1,200                                                                                             | 1,200                                                                                             | 1,200                                                                                             |
| 最低地上高(mm)           | 130                                                                                               | 130                                                                                               | 130                                                                                               | 130                                                                                               | 130                                                                                               |
| ホイールベース(mm)       | 1,490                                                                                             | 1,490                                                                                             | 1,490                                                                                             | 1,490                                                                                             | 1,490                                                                                             |
| シート高(mm)             | 810                                                                                               | 810                                                                                               | 810                                                                                               | 810                                                                                               | 810                                                                                               |
| 乾燥/車重(kg)            | 223/251                                                                                           | 223/251                                                                                           | 225/256                                                                                           | 225/256                                                                                           | 225/256                                                                                           |
| 最低回転半径(m)          | 3.4                                                                                               | 3.4                                                                                               | 3.4                                                                                               | 3.4                                                                                               | 3.4                                                                                               |
| 冷却・行程               | 水冷4サイクルDOHC16バルブ直列4気筒                                                                | 水冷4サイクルDOHC16バルブ直列4気筒                                                                | 水冷4サイクルDOHC16バルブ直列4気筒                                                                | 水冷4サイクルDOHC16バルブ直列4気筒                                                                | 水冷4サイクルDOHC16バルブ直列4気筒                                                                |
| 内径(mm)                 | 79.0                                                                                              | 79.0                                                                                              | 79.0                                                                                              | 79.0                                                                                              | 79.0                                                                                              |
| 行程(mm)                 | 58.0                                                                                              | 58.0                                                                                              | 58.0                                                                                              | 58.0                                                                                              | 58.0                                                                                              |
| 総排気量(cc)             | 1,137                                                                                             | 1,137                                                                                             | 1,137                                                                                             | 1,137                                                                                             | 1,137                                                                                             |
| 圧縮比                   | 11.0:1                                                                                            | 11.0:1                                                                                            | 11.0:1                                                                                            | 11.0:1                                                                                            | 11.0:1                                                                                            |
| 燃料供給装置             | ケーヒン製φ42mm傾斜型フラットスライドCVキャブレター                                               | ケーヒン製φ42mm傾斜型フラットスライドCVキャブレター                                               | 電子制御式燃料噴射装置(PGM-Fi)                                                                    | 電子制御式燃料噴射装置(PGM-Fi)                                                                    | 電子制御式燃料噴射装置(PGM-Fi)                                                                    |
| 最高出力                 | 121kW(164PS)/10,000rpm(DIN)                                                                       | 121kW(164PS)/10,000rpm(DIN)                                                                       | 121kW(164PS)/9,500rpm(DIN)                                                                        | 133.9kW(152PS)/9500rpm(DIN)                                                                       | 74kW(100PS)/8500rpm                                                                               |
| 最大トルク               | 124Nm(12.7kg-m)/7,250rpm(DIN)                                                                     | 124Nm(12.7kg-m)/7,250rpm(DIN)                                                                     | 124Nm(12.7kg-m)/7,250rpm(DIN)                                                                     | 124Nm(12.7kg-m)/7,250rpm(DIN)                                                                     | 98Nm(10.0kg-m)/6500rpm                                                                            |
| 60㎞/h定地走行燃費       | ー(国内正規ディーラー販売が無かったため不明)                                                      | ー(国内正規ディーラー販売が無かったため不明)                                                      | ー(国内正規ディーラー販売が無かったため不明)                                                      | ー(国内正規ディーラー販売が無かったため不明)                                                      | 21.0                                                                                              |
| 始動方式                 | セルフ式                                                                                          | セルフ式                                                                                          | セルフ式                                                                                          | セルフ式                                                                                          | セルフ式                                                                                          |
| 点火装置                 | コンピュータ制御デジタルトランジスタ・電子進角式                                                  | コンピュータ制御デジタルトランジスタ・電子進角式                                                  | コンピュータ制御デジタルトランジスタ・電子進角式                                                  | コンピュータ制御デジタルトランジスタ・電子進角式                                                  | コンピュータ制御デジタルトランジスタ・電子進角式                                                  |
| 潤滑方式                 | 圧送飛沫併用式(ウェットサンプ)                                                                    | 圧送飛沫併用式(ウェットサンプ)                                                                    | 圧送飛沫併用式(ウェットサンプ)                                                                    | 圧送飛沫併用式(ウェットサンプ)                                                                    | 圧送飛沫併用式(ウェットサンプ)                                                                    |
| 潤滑油容量               | 3.8L                                                                                              | 3.8L                                                                                              | 3.8L                                                                                              | 3.8L                                                                                              | 3.8L                                                                                              |
| 燃料タンク容量           | 22.0L                                                                                             | 22.0L                                                                                             | 24.0L                                                                                             | 24.0L                                                                                             | 24.0L                                                                                             |
| クラッチ                 | 湿式多板ダイヤフラムスプリング                                                                    | 湿式多板ダイヤフラムスプリング                                                                    | 湿式多板ダイヤフラムスプリング                                                                    | 湿式多板ダイヤフラムスプリング                                                                    | 湿式多板ダイヤフラムスプリング                                                                    |
| 変速方式                 | 左足動式リターン(1↔N↔2↔3↔4↔5↔6)                                                                   | 左足動式リターン(1↔N↔2↔3↔4↔5↔6)                                                                   | 左足動式リターン(1↔N↔2↔3↔4↔5↔6)                                                                   | 左足動式リターン(1↔N↔2↔3↔4↔5↔6)                                                                   | 左足動式リターン(1↔N↔2↔3↔4↔5↔6)                                                                   |
| 変速機                   | 常時噛合式6段                                                                                     | 常時噛合式6段                                                                                     | 常時噛合式6段                                                                                     | 常時噛合式6段                                                                                     | 常時噛合式6段                                                                                     |
| 1速                      | 2.769                                                                                             | 2.769                                                                                             | 2.769                                                                                             | 2.769                                                                                             | 2.769                                                                                             |
| 2速                      | 2.000                                                                                             | 2.000                                                                                             | 2.000                                                                                             | 2.000                                                                                             | 2.000                                                                                             |
| 3速                      | 1.579                                                                                             | 1.579                                                                                             | 1.579                                                                                             | 1.579                                                                                             | 1.578                                                                                             |
| 4速                      | 1.333                                                                                             | 1.333                                                                                             | 1.333                                                                                             | 1.333                                                                                             | 1.333                                                                                             |
| 5速                      | 1.167                                                                                             | 1.167                                                                                             | 1.167                                                                                             | 1.167                                                                                             | 1.166                                                                                             |
| 6速                      | 1.042                                                                                             | 1.042                                                                                             | 1.042                                                                                             | 1.042                                                                                             | 1.041                                                                                             |
| 1次減速比                | 1.571                                                                                             | 1.571                                                                                             | 1.571                                                                                             | 1.571                                                                                             | 1.571                                                                                             |
| 2次減速比                | 2.588                                                                                             | 2.588                                                                                             | 2.588                                                                                             | 2.588                                                                                             | 2.588                                                                                             |
| フレーム                 | ダイヤモンド形状アルミツインチューブ                                                              | ダイヤモンド形状アルミツインチューブ                                                              | ダイヤモンド形状アルミツインチューブ                                                              | ダイヤモンド形状アルミツインチューブ                                                              | ダイヤモンド形状アルミツインチューブ                                                              |
| フロントサスペンション   | φ43mmH.M.A.S.カートリッジタイプテレスコピックフォーク                                             | φ43mmH.M.A.S.カートリッジタイプテレスコピックフォーク                                             | φ43mmH.M.A.S.カートリッジタイプテレスコピックフォーク                                             | φ43mmH.M.A.S.カートリッジタイプテレスコピックフォーク                                             | φ43mmH.M.A.S.カートリッジタイプテレスコピックフォーク                                             |
| フロントアクスルトラベル | 120mm                                                                                             | 120mm                                                                                             | 120mm                                                                                             | 120mm                                                                                             | 120mm                                                                                             |
| リヤサスペンション       | ユニットプロリンク伸び側無段階調整式ガス封入H.M.A.S.ダンパー                                      | ユニットプロリンク伸び側無段階調整式ガス封入H.M.A.S.ダンパー                                      | ユニットプロリンク伸び側無段階調整式ガス封入H.M.A.S.ダンパー                                      | ユニットプロリンク伸び側無段階調整式ガス封入H.M.A.S.ダンパー                                      | ユニットプロリンク伸び側無段階調整式ガス封入H.M.A.S.ダンパー                                      |
| リアアクスルトラベル     | 120mm                                                                                             | 120mm                                                                                             | 120mm                                                                                             | 120mm                                                                                             | 120mm                                                                                             |
| キャスター               | 25°00′                                                                                            | 25°00′                                                                                            | 25°00′                                                                                            | 25°00′                                                                                            | 25°00′                                                                                            |
| トレール(mm)             | 99.0                                                                                              | 99.0                                                                                              | 99.0                                                                                              | 99.0                                                                                              | 99.0                                                                                              |
| タイヤサイズ(前)         | 120/70 ZR17(ラジアル)                                                                             | 120/70 ZR17(ラジアル)                                                                             | 120/70 ZR17(ラジアル)                                                                             | 120/70 ZR17(ラジアル)                                                                             | 120/70 ZR17(ラジアル)                                                                             |
| タイヤサイズ(後)         | 180/55 ZR17(ラジアル)                                                                             | 180/55 ZR17(ラジアル)                                                                             | 180/55 ZR17(ラジアル)                                                                             | 180/55 ZR17(ラジアル)                                                                             | 180/55 ZR17(ラジアル)                                                                             |
| ブレーキ(前)             | φ310×5mmデュアル油圧ディスク、3ピストン・キャリパー、焼結メタルパッド(Dual Combined Brake System) | φ310×5mmデュアル油圧ディスク、3ピストン・キャリパー、焼結メタルパッド(Dual Combined Brake System) | φ310×5mmデュアル油圧ディスク、3ピストン・キャリパー、焼結メタルパッド(Dual Combined Brake System) | φ310×5mmデュアル油圧ディスク、3ピストン・キャリパー、焼結メタルパッド(Dual Combined Brake System) | φ310×5mmデュアル油圧ディスク、3ピストン・キャリパー、焼結メタルパッド(Dual Combined Brake System) |
| ブレーキ(後)             | φ256×5mmシングル油圧ディスク、3ピストン・キャリパー、焼結メタルパッド(Dual Combined Brake System) | φ256×5mmシングル油圧ディスク、3ピストン・キャリパー、焼結メタルパッド(Dual Combined Brake System) | φ256×5mmシングル油圧ディスク、3ピストン・キャリパー、焼結メタルパッド(Dual Combined Brake System) | φ256×5mmシングル油圧ディスク、3ピストン・キャリパー、焼結メタルパッド(Dual Combined Brake System) | φ256×5mmシングル油圧ディスク、3ピストン・キャリパー、焼結メタルパッド(Dual Combined Brake System) |
| 消費税抜価格             | ー(国内正規ディーラー販売が無かったため不明)                                                      | ー(国内正規ディーラー販売が無かったため不明)                                                      | ー(国内正規ディーラー販売が無かったため不明)                                                      | ー(国内正規ディーラー販売が無かったため不明)                                                      | 1,100,000円                                                                                       |
| ------------------------ | ------------------------------------------------------------------------------------------------- | ------------------------------------------------------------------------------------------------- | ------------------------------------------------------------------------------------------------- | ------------------------------------------------------------------------------------------------- | ------------------------------------------------------------------------------------------------- |